# Histoire de New York

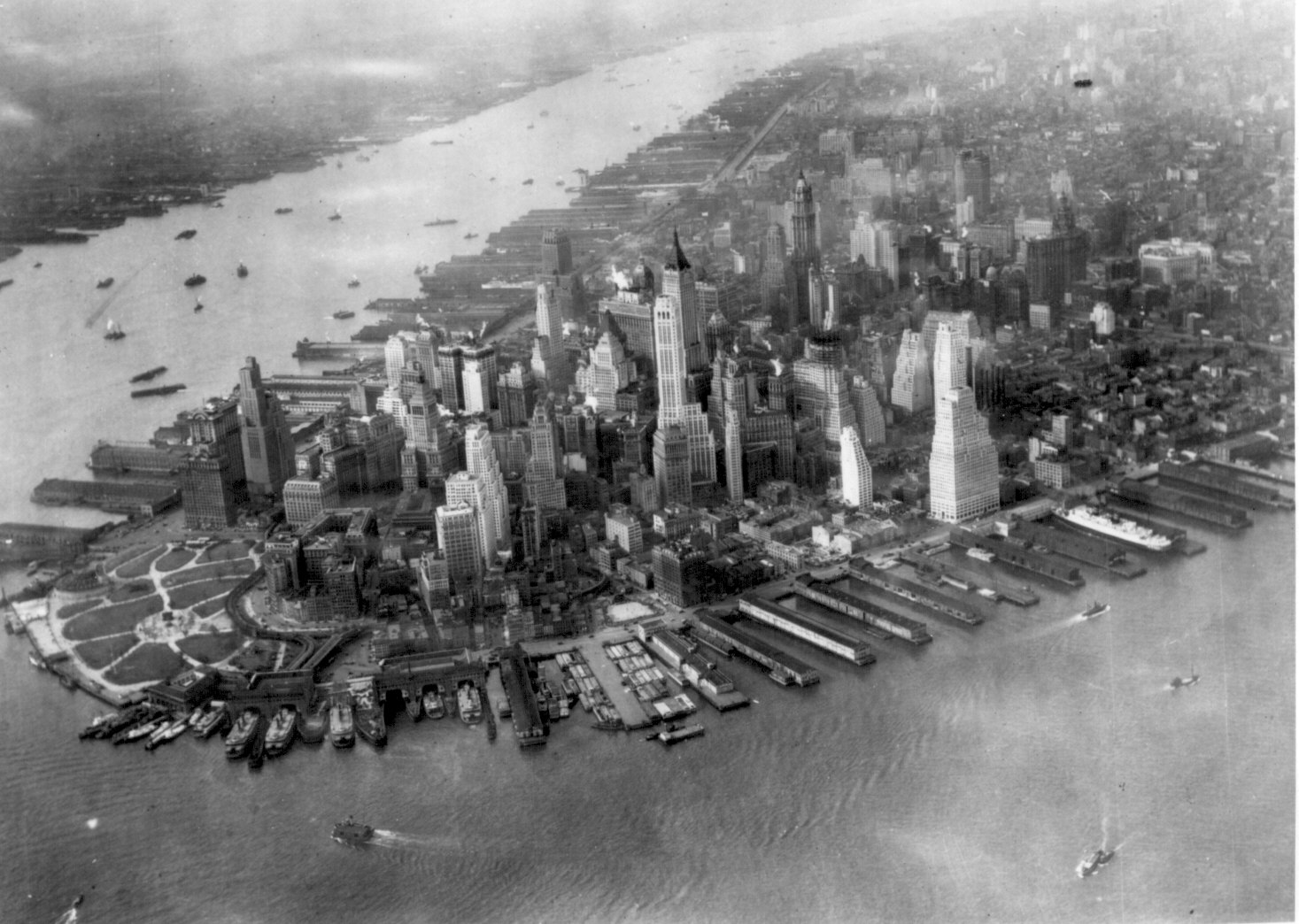
Le sud de Manhattan en 1932.

Vous lisez un « article de qualité » labellisé en 2008.
L'histoire de la ville de New York s'échelonne sur plusieurs siècles et commence, bien avant l'arrivée des premiers colons dans ce qui est maintenant Manhattan, avec l'occupation par les populations amérindiennes. Les tractations qui mènent New York à sa configuration actuelle, une division en cinq arrondissements (boroughs) : Manhattan, Queens, Brooklyn, le Bronx et Staten Island, ne remontent qu'à la toute fin du XIXe siècle et à la première moitié du XXe siècle. Avant cette consolidation, la ville qui connaît de nombreuses crises, est le théâtre de divers conflits, mais réussit tout de même à gagner progressivement en importance, au point de constituer aujourd'hui la plus grande ville des États-Unis et l'une des métropoles les plus importantes et les plus dynamiques du monde, démographiquement mais aussi en tant que centre décisionnel de premier plan et de capitale mondiale de la finance et de la Bourse.

## L'exploration de la baie de New York

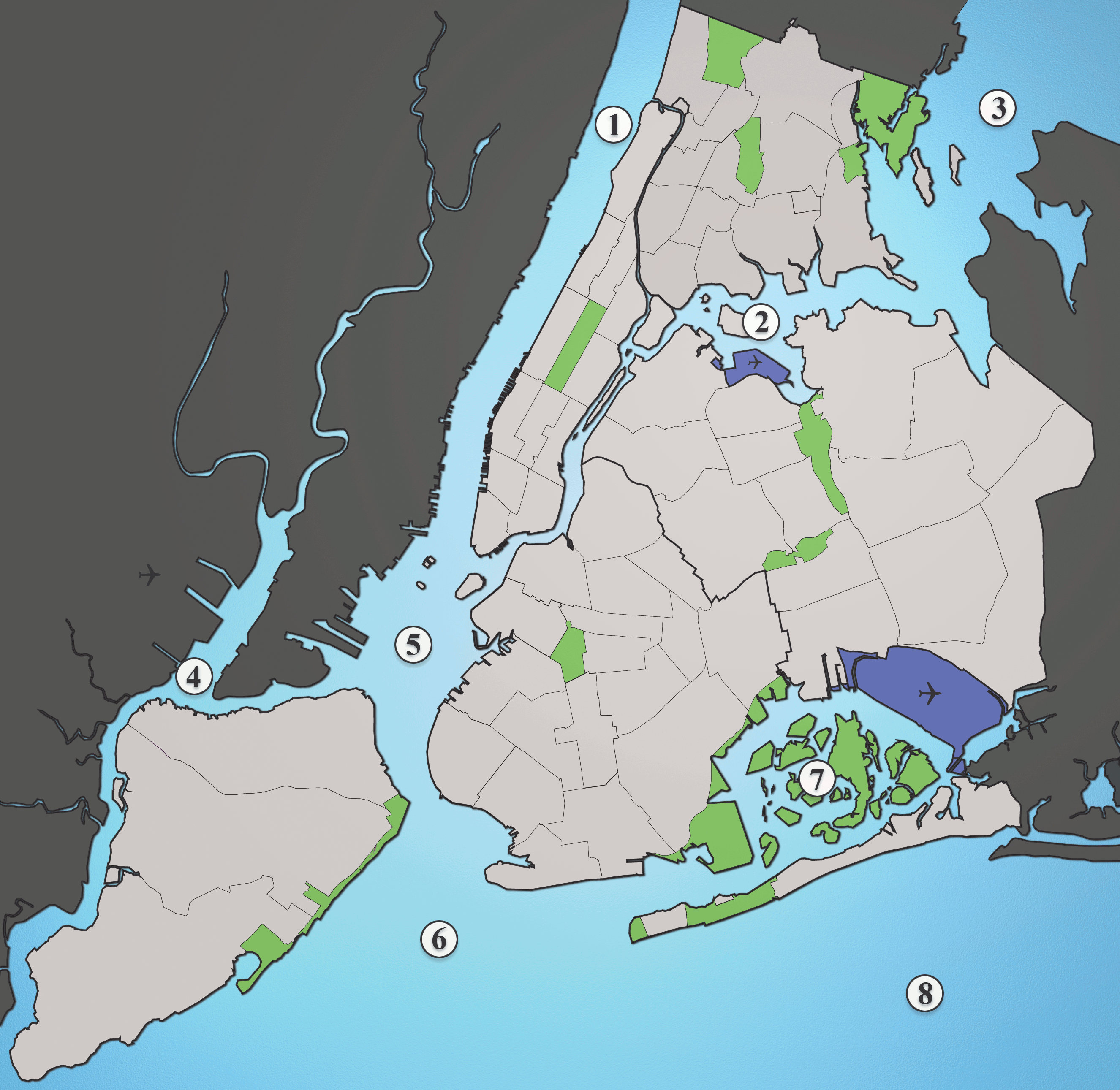
Localisation de New York : 1. Hudson, 2. East River, 3. Long Island Sound, 4. Newark Bay, 5. Upper New York Bay, 6. Lower New York Bay, 7. Jamaica Bay, 8. Océan Atlantique.

Le principal attrait de la région de New York pour les explorateurs tient à sa situation exceptionnelle d'un point de vue géographique. En effet, l'espace maritime délimité par les îles et le continent qui constituent la baie de New York, séparée en une Upper New York Bay et une Lower New York Bay, offre non seulement un accès à des îles situées à divers endroits de la baie, mais permet en outre, grâce au fleuve Hudson situé en amont, de remonter à l'intérieur du continent. La région de New York avait donc un intérêt commercial et stratégique de premier ordre, ce qui explique pourquoi le port de la ville surpassait celui de Philadelphie.

### Premières explorations et contact avec les autochtones

#### Les populations natives de «Manhattan»

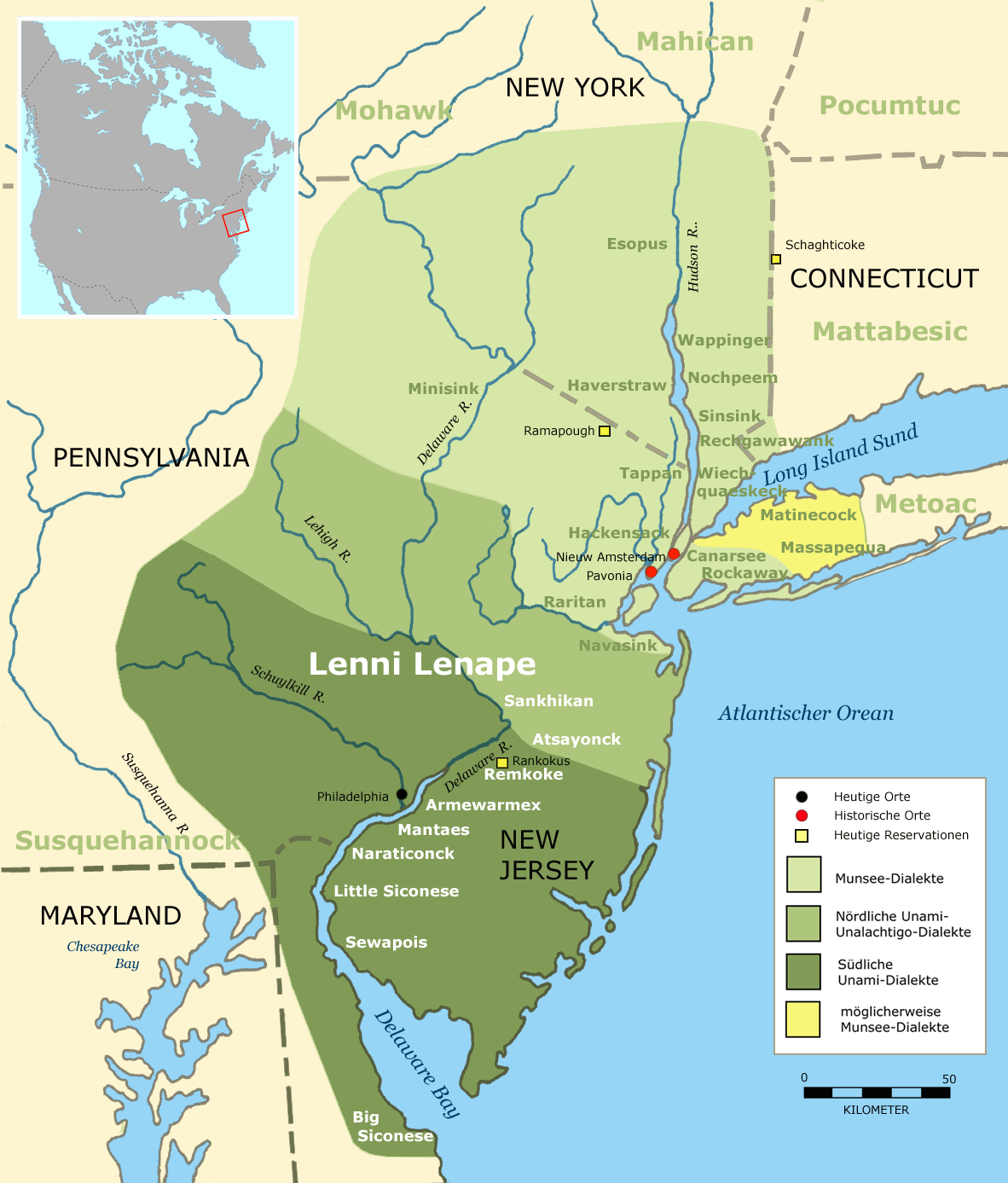
Localisation des Indiens Lenapes, également appelés Delawares. On note leur présence sur le site actuel de New York.

Étant donné que l'on ignore à quel moment les peuples venus d'Asie par le détroit de Béring ont atteint le nord-est des États-Unis actuels, il est très difficile de trouver une date précise au peuplement du site de New York, cependant, on estime que les premiers hommes mirent le pied en Alaska il y a 25 000 ans. Lors de leur arrivée dans la « Nouvelle-Néerlande » (Nieuw-Nederland), les colons rencontrèrent une colonie d'Algonquins qui occupaient la région de la ville, avec les Lenapes dont la population est estimée à 1 500 personnes. Les occupants de l'île de Manhattan étaient des Munsee, considérés par les colons hollandais comme étant violents et agressifs. Les autres bandes amérindiennes installées dans les baies ont pour certaines donné des noms à quelques quartiers actuels de la ville ; on retrouvait ainsi les Matinecooks au niveau de Flushing, les Rockaways dans le Queens et les Wecquaesgeeks, tribus mohicans vivant dans la région de Yonkers.
Ces diverses tribus vivaient de la pêche, et de la chasse, mais aussi de la culture du maïs, des courges et des haricots. Elles cultivaient également du tabac dans de grandes clairières en forêt. Les Lenapes firent ainsi découvrir le sucre d'érable, diverses préparations faites à base de maïs, ainsi que la culture du tabac aux Hollandais. Les autochtones étaient également de grands consommateurs d'huîtres. Pour cette raison, les colons hollandais baptisèrent une de leurs rues Pearl Street (rue des perles) en raison de l'amoncellement de coquilles d'huîtres le long de cet axe de communication. La principale trace que ces autochtones ont laissée dans le New York moderne est le nom de l'île de Manhattan, directement issu du nom de Mannahatta, que l'on peut traduire par « Île vallonnée » ou encore « La petite île » .
Cette ancienne présence amérindienne se manifeste encore aujourd'hui dans la toponymie de New York. Par exemple, le nom « Manate » se retrouve dans « Manhattan », Canarsie est un quartier de Brooklyn, proche de l'aéroport international John Fitzgerald Kennedy.
On retrouve également des références à ces peuples dans des noms d'entreprises, comme l'Hôtel Algonquin, situé dans le centre de Manhattan.

#### La découverte de la baie de New York par les Européens

##### Giovanni da Verrazano
En 1523, François Ier de France fut convaincu par le navigateur florentin Giovanni da Verrazano de rassembler une flotte pour découvrir un accès maritime au Cathay (accès donnant sur le Pacifique), en passant par l'ouest. Verrazano obtint ce qu'il souhaitait, et embarqua à Dieppe dans une petite caravelle, « La Dauphine », accompagné d'une cinquantaine d'hommes à la fin de l'année 1523. Après avoir longé la côte Atlantique, il partit en direction du continent américain. En mars 1524, il explora les côtes de Caroline du Nord, puis continua à naviguer vers le nord. Le 17 avril, il jeta l'ancre à proximité de la baie de New York, avant de continuer sa route vers le nord. Il est le premier explorateur européen à découvrir le site de la future ville de New York qu'il baptisa Nouvelle-Angoulême en l'honneur de François Ier, ex-duc d'Angoulême qui avait financé son voyage. De retour en France, Verrazano fit part de ses découvertes au roi, et rassembla les fonds nécessaires à un second voyage, qui lui permettrait de continuer son exploration. Cependant, dans un contexte politique difficile marqué par des défaites militaires contre l'ennemi espagnol, l'exploration du Nouveau Monde apparaissait comme un objectif secondaire, et l'explorateur italien dut se résoudre à annuler son expédition, en concédant ses navires à l'armée française.

##### Henry Hudson

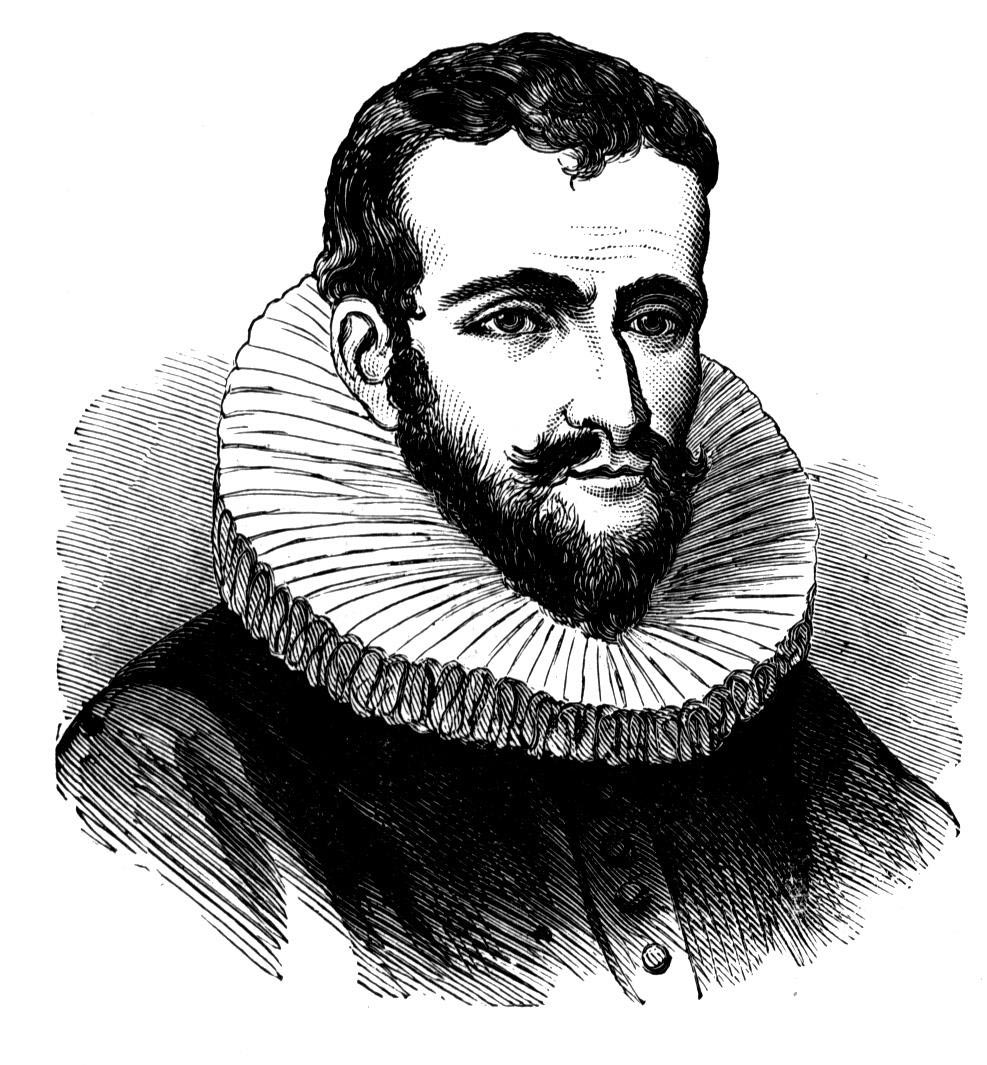
Le navigateur anglais Henry Hudson, premier aventurier à pénétrer dans la baie, et qui baptisa le fleuve Hudson Noord rivier.

Au début de l'ère de conquête du Nouveau Monde, seules l'Angleterre et les deux pays de la péninsule Ibérique, l'Espagne et le Portugal possédaient les moyens matériels et le savoir-faire nécessaires à des expéditions en direction de l'Amérique. Cependant, les explorateurs déterminés à traverser l'océan Atlantique provenaient de toute l'Europe, comme le montrent bien les Italiens Christophe Colomb, originaire de Gênes et Giovanni da Verrazano, originaire de Florence. Le Britannique Henry Hudson faisait partie de ces navigateurs chevronnés, c'est pourquoi il fut engagé par la Compagnie néerlandaise des Indes orientales, au nom de Jodocus Hondius et Petrus Plancius pour découvrir le passage du Nord-Ouest vers l'Asie. Hudson avait déjà à deux reprises tenté de découvrir le passage, mais au nom des Anglais de la Compagnie de Moscovie, en 1607 et 1608.
Une fois encore, Hudson ne parvint pas à trouver le fameux passage, mais plutôt que d'abandonner son expédition, il suivit les conseils d'un autre explorateur britannique, John Smith et prit la direction de la Terre-Neuve à bord de son navire de 80 tonnes, le « Halve Maen » (Demi Lune en néerlandais). Il navigua ensuite en direction du sud, en recherchant à chaque estuaire le légendaire passage. Le 2 septembre 1609, Hudson pénétra dans la baie formée par la « Grande Rivière des montagnes », c'est-à-dire l'actuelle baie de New York. Le 10 septembre, l'explorateur continua son voyage en avançant dans le détroit en suivant la rivière qui allait porter son nom : le fleuve Hudson. Arrivé selon lui à la limite navigable du cours d'eau, il rebroussa chemin le 20 septembre. Hudson découvrit donc le site de New York au nom de la Compagnie néerlandaise des Indes orientales. Hudson suscita néanmoins l'intérêt des Néerlandais grâce au journal de bord et aux nombreuses descriptions qu'il rapporta. Les historiens estiment que le premier colon Jan Rodrigues, se serait installé sur le territoire de l'actuelle New York en 1613. La Compagnie néerlandaise de Indes occidentales entreprit de coloniser la région quinze années après le voyage d'Hudson. Pour les Néerlandais, le fleuve qui liait Fort Orange à La Nouvelle-Amsterdam se nommait Noord rivier (fleuve du Nord).

## Nieuw-AmsterdametNieuw-Nederland: la colonisation néerlandaise

### La fondation de la Nouvelle-Amsterdam

#### Les premières installations (1613-1624)
L'aventure néerlandaise dans le Nouveau Monde débuta lorsque le navigateur hollandais Adriaen Block s'installa durant quelques mois sur l'île de Manhattan en 1613. Son séjour sur l'île fut la conséquence de l'incendie qui immobilisa son navire pendant l'hiver. Cependant, l'année suivante, grâce à l'aide des Indiens locaux, pourtant décrits négativement par les premiers Néerlandais qui s'étaient rendus sur le site, il parvint à remettre son navire en état pour rentrer en Europe. Lors de son voyage de retour, il franchit le détroit de l'actuelle East River qu'il baptisa « La porte de l'enfer » (HelleGat en néerlandais). Il rejoignit ensuite la baie par le détroit qu'il appela Long Island Sound. La colonie de la Nouvelle-Amsterdam (Nieuw-Amsterdam en néerlandais) fut fondée en 1614, cependant, l'île de Manhattan, qui sera par la suite le centre d'installation des colons, n'était que très peu peuplée durant les premières années. Les explorateurs passaient en effet davantage de temps dans les forêts, et se concentraient en amont de l'Hudson dans la région de l'actuelle capitale de l'État de New York, Albany.
L'arrivée de quelques colons à Manhattan débuta au mois de mai 1623 (ou 1624 selon les sources), avec le débarquement aux Nieuw Nederlandt (Nouvelle-Néerlande) d'un navire de 260 tonnes transportant trente familles protestantes, parmi lesquelles quelques familles wallonnes,. Leur groupe se composait de 110 hommes, femmes et enfants, qui acceptèrent de s'établir dans la colonie nouvellement fondée pour une durée de six ans. Ces colons emportèrent avec eux du bétail, des graines et des outils agricoles.
Parmi les explorateurs, huit hommes s'établirent sur Governor's Island alors que d'autres marchands furent envoyés vers d'autres colonies néerlandaises situées dans la région d'Albany, au Fort Orange, le long du fleuve Delaware ou du Connecticut. Les conditions de vie de ces premiers colons étaient particulièrement difficiles, surtout durant les deux premières années, avant que d'autres colons ne soient envoyés.
Les passagers ne restèrent pas ensemble, et se dispersèrent en divers endroits : huit d’entre eux débarquèrent sur l’actuelle Governors Island qui s'appelait à l’époque l’« Île aux Noix » (Noten Eyland), huit couples et quelques employés débarquèrent sur l'île Haute (Hoogh Eyland, maintenant Burlington Island) sur le fleuve Sud (Zuidrivier, maintenant le fleuve Delaware) pour bâtir le Fort Wilhelmus. En parallèle, deux familles et six hommes remontèrent le fleuve Frais (Versche rivier, maintenant le Connecticut probablement à l'embouchure, Kievets Hoek). Enfin, environ dix-huit familles remontèrent le fleuve Hudson à bord du Nieuw Nederlandt. Elles débarquèrent à l’emplacement actuel de la capitale de l’État de New York, Albany, où elles fondèrent Fort Orange.

#### La constitution de la colonie

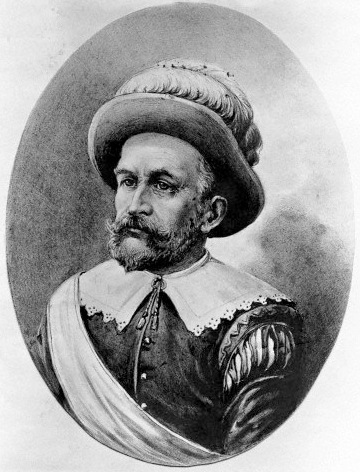
Pierre Minuit.

En 1625, d'autres familles furent envoyées à Manhattan dans plusieurs navires. Parmi les nouveaux arrivants, on retrouvait l'ingénieur Crijn Fredericxsz qui avait été chargé de diriger la construction d'un nouveau fort, mais qui serait cette fois-ci non pas situé sur une petite île de la baie, mais à la pointe sud de l'île de Manhattan, dont la population allait croître très rapidement dans les années à venir. La direction des travaux, de même que le choix de l'emplacement exact de la construction du fort étaient dévolus à Willem Verhulst, qui devait diriger la colonie. La vocation du fort n'était pas exclusivement militaire, mais aussi civile, étant donné qu'il devait accueillir un marché, un hôpital, une école ainsi qu'une église. En plus de la réalisation du fort, Fredericxsz s'occupa également de la mise en place d'un système cadastral pour pallier les difficultés de communication engendrées par les constructions anarchiques de logements par les colons. Fredericxsz fut ainsi à l'origine d'un axe de communication nord/sud qui a inspiré la future Broadway, la De Heere Straet. Les premiers esclaves furent envoyés dans la colonie pour ériger le fort et construire davantage de logements, leur condition différant peu de celle qu'ils connurent en Europe.
La colonie de La Nouvelle-Amsterdam naquit officiellement avec l'achat par Pierre Minuit, en 1626, du territoire à ses occupants (les Manhattes) pour 60 florins (soit 24 $) de verroterie et autres colifichets. Lorsque Minuit arriva, il trouva la colonie alors peuplée de 270 personnes dans un état déplorable, ce qui le contraignit à repousser la construction du fort conçu par Crijn Fredericxsz. Les coûts de ces premières expéditions dans le Nouveau Monde étaient très élevés, et seules les perspectives de gain liées au commerce de fourrure motivaient les Hollandais.

### L'extension de la présence néerlandaise

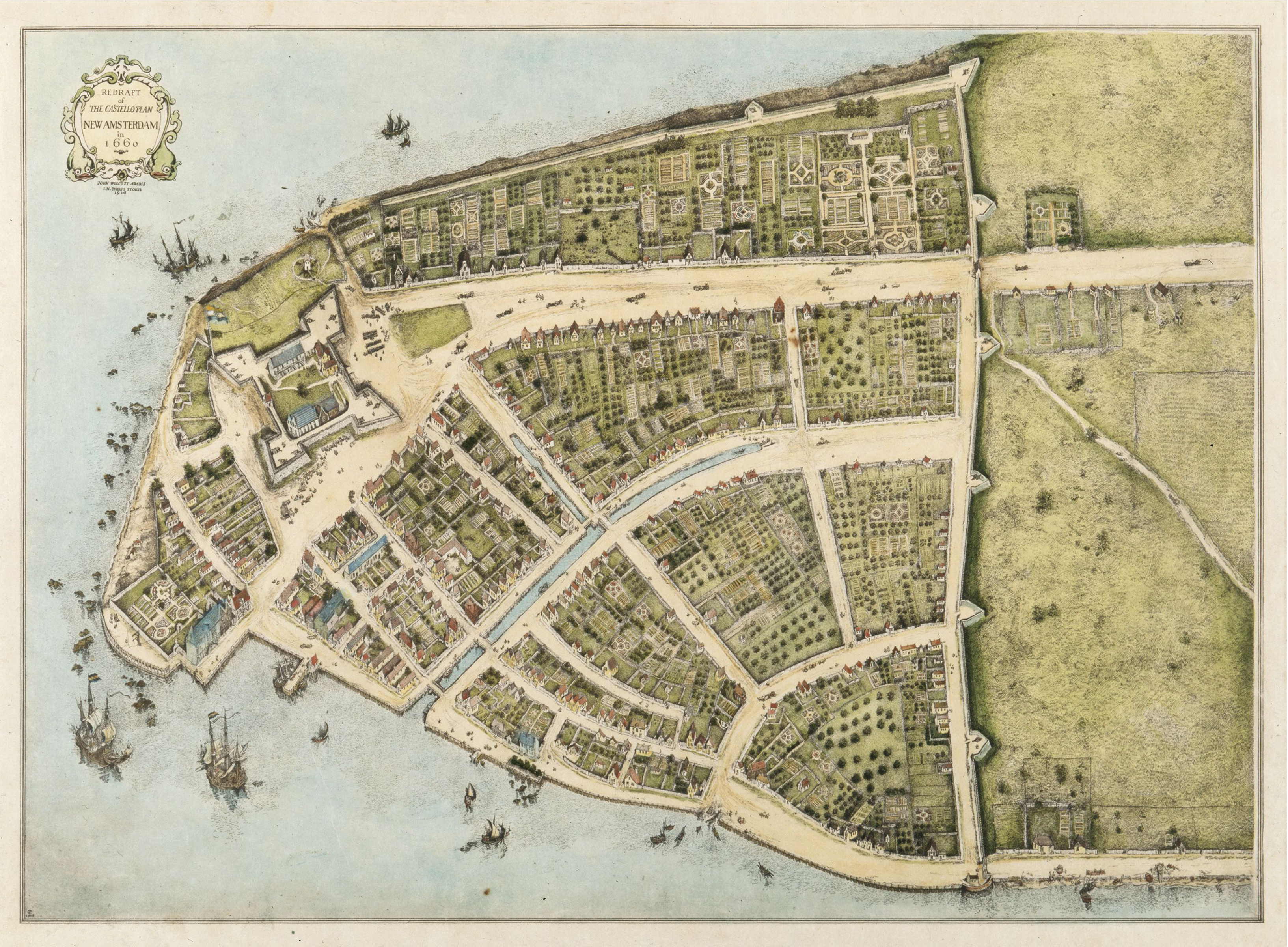
Plan du sud de Manhattan vers 1660 : le Castello Plan, selon une reconstitution datant de 1916.

La colonie de la Nouvelle-Amsterdam fut ainsi officiellement fondée par Minuit qui avait décidé de rapatrier les colons dispersés sur le Delaware, le Connecticut et à Fort Orange pour les concentrer à Manhattan. Mais cette colonie était fort mal gérée et la population, en provenance de différents pays d'Europe, peinait pour ne pas sombrer dans la consommation effrénée d'alcool. Les abus de pouvoir étaient également fréquents et la Compagnie des Indes Occidentales perdit progressivement son influence sur la colonie, alors que les assauts des Indiens se multipliaient.

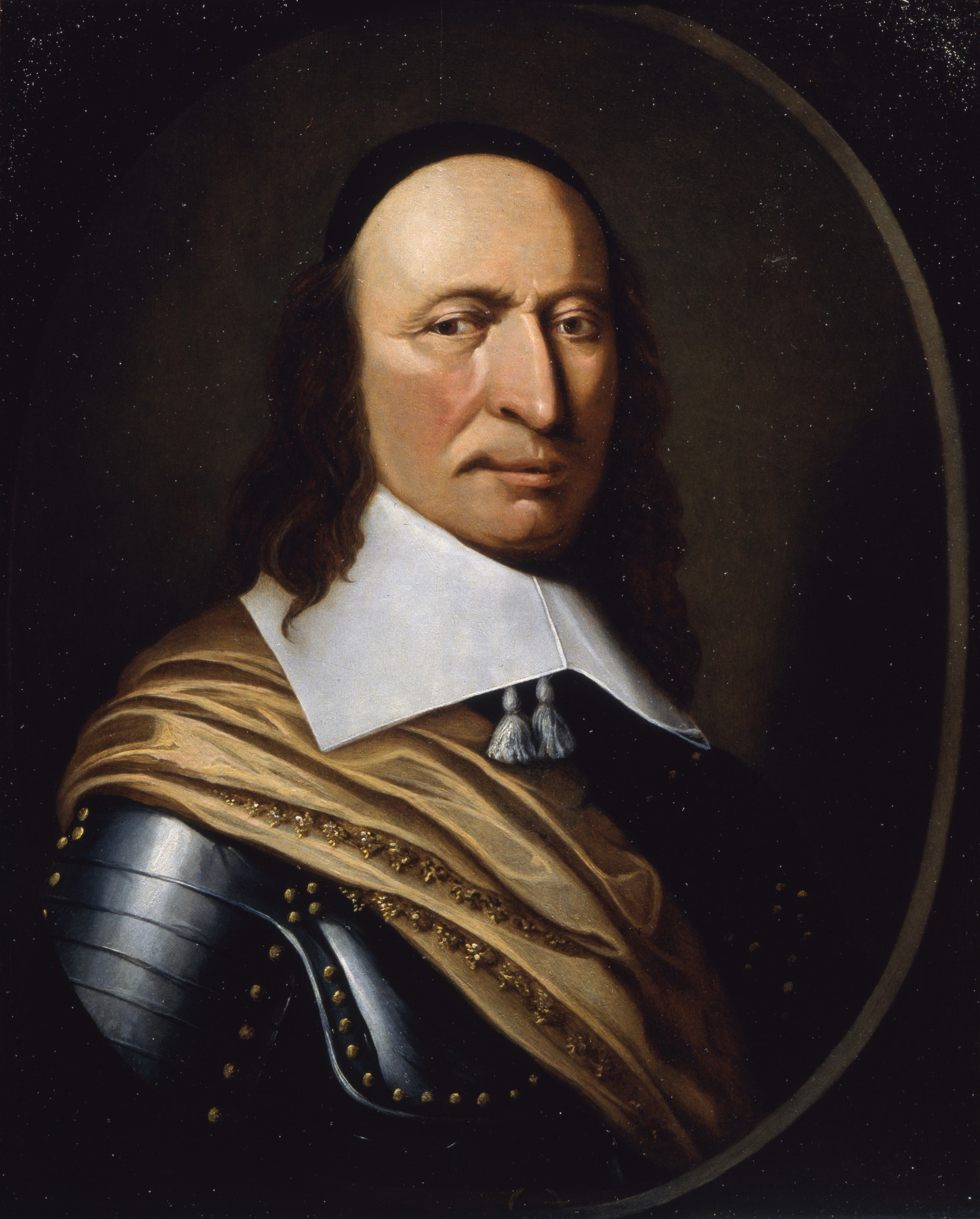
Pieter Stuyvesant, vers 1660.

La situation évolua en 1647, lorsque Pieter Stuyvesant fut nommé directeur général de la Nouvelle-Néerlande et de Curaçao. Il remplaçait Willem Kieft, dont l'administration était critiquée par les colons depuis que les relations avec les autochtones avaient dégénéré en de violents affrontements durant les années 1640.
Il constata que la colonie ne possédait pas de véritable forteresse pour se protéger, et que l'immoralité, l'ivresse et les jeux de carte constituaient le quotidien des colons. Il engagea alors tout un ensemble de projets de construction : ponts, écoles, quais. De même, Stuyvesant entreprit des travaux pour doter la ville de fortifications plus à même de défendre la population. Le 2 février 1653, la ville se constitua officiellement en municipalité dotée d'une charte.
De 1640 à 1664, la colonie passa de 400 à 1 500 habitants. Le commerce se développa alors avec la colonie anglaise de Virginie et les Antilles. Elle exportait vers la métropole du bois, de la fourrure et du tabac. Avant même la fin du régime néerlandais en 1674 (les Néerlandais ayant repris l'espace d'une année la colonie et l'avait renommée Nieuw-Oranje), le commerce des fourrures avait été supplanté par l'exportation de denrées et de tabac.
Le premier habitant du Bronx, qui était encore un territoire vierge, fut un quaker venu de la Barbade à l'époque où New York est encore néerlandaise, le Colonel Lewis Morris.

## XVIIeetXVIIIesiècles: de la tutelle anglaise/britannique à l'indépendance

### Domination britannique (1664-1775)

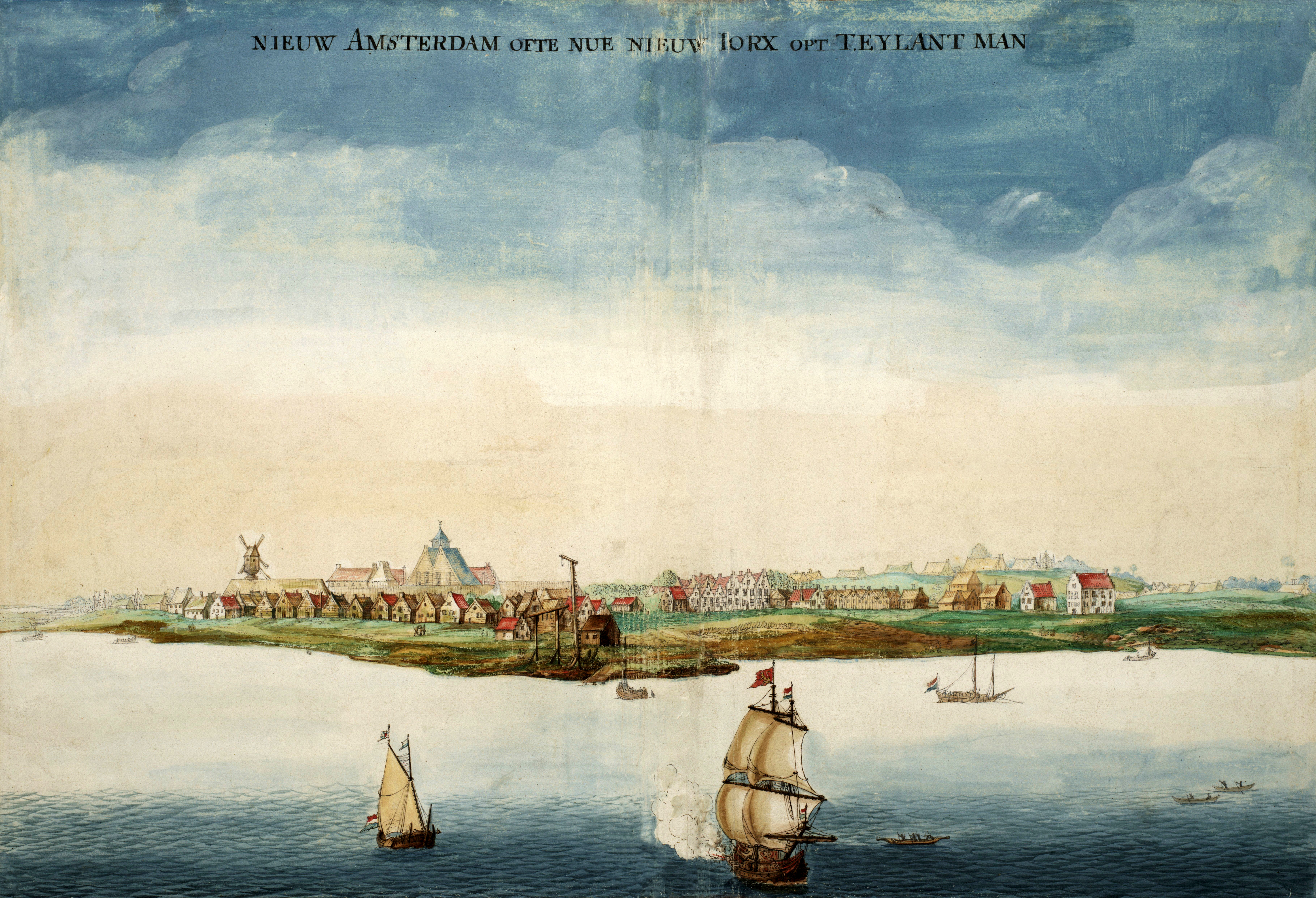
La Nouvelle-Amsterdam en 1664.

La rivalité maritime entre Néerlandais et Anglais s'acheva par la victoire de ces derniers en Amérique du Nord. Le roi d'Angleterre Charles II fit don à son frère le futur Jacques II et duc d'York, d'un vaste territoire incluant la colonie hollandaise. La Nouvelle Amsterdam se rendit alors aux Anglais sans résistance en 1664 et Nieuw Oranje fut rebaptisée New York. À l’issue de la Deuxième guerre anglo-néerlandaise en 1667, le traité de Breda accorda définitivement la souveraineté de la colonie aux Anglais, les Hollandais recevant en retour le Suriname (Guyane hollandaise).
En 1672, la guerre de Hollande éclata. Les Anglais furent contraints de céder la colonie aux Provinces-Unies lorsqu'une flotte hollando-zélandaise reprit la ville en 1673. Rebaptisée Nieuw Oranje, la cité redevint toutefois anglaise et reprit son nom de New York l'année suivante. Par le traité de Westminster qui conclut la Troisième guerre anglo-néerlandaise, les Néerlandais remirent définitivement la colonie aux Anglais.
L'anglicanisme devint la religion officielle de la colonie et Trinity Church fut fondée en 1698. La ville se développa rapidement : en 1700, elle comptait près de 5 000 habitants. Après l'acquittement du journaliste et éditeur John Peter Zenger, New York devint le foyer de diffusion de la liberté de la presse en Amérique du Nord. Les premières institutions culturelles furent fondées comme le King's College en 1754,. Le commerce se diversifia et se développa notamment grâce à l'aménagement du Great Dock sur l'East River en 1676 ; la farine était devenue l'une des principales denrées d'exportation. C'est pourquoi, aujourd'hui encore, les armes de New York portent des tonneaux de farine sur une volée de quatre ailes.

### La remise en cause de la suprématie britannique (1765-1785)

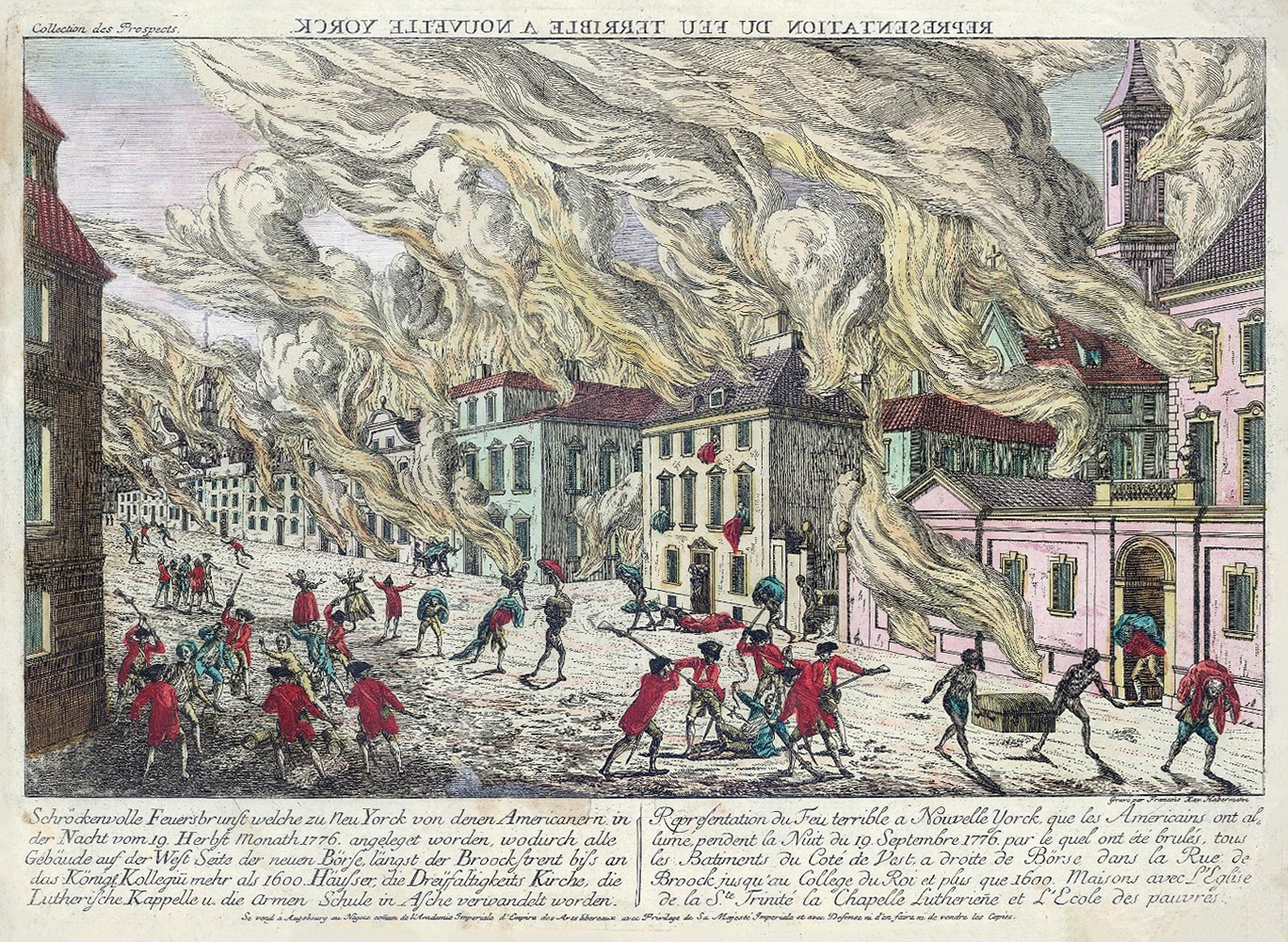
Le Grand incendie de 1776.

En 1765, le Parlement britannique vota le Stamp Act. Cette loi imposant un droit de timbre sur les journaux et les documents officiels britanniques provoqua la réunion à New York du Stamp Act Congress : l'assemblée se tint au Federal Hall du 7 au 25 octobre 1765. Les 27 délégués de neuf des treize colonies britanniques d'Amérique protestèrent contre la taxe. Ils adoptèrent une Déclaration des Droits et des Griefs et envoyèrent des lettres ainsi que des pétitions au roi et au Parlement. L'impôt sur le timbre fut abrogé l'année suivante. Le 24 mars 1765, le Parlement de Londres édicta un premier Quartering Act qui exigeait des assemblées coloniales de pourvoir aux besoins des troupes armées britanniques. La décision provoqua une série d'émeutes dans les villes américaines. À New York, l’assemblée refusa de financer les troupes et fut suspendue en représailles en décembre 1766.
Les marchands new-yorkais jouèrent un rôle important dans les débuts de la lutte pour l'indépendance, en organisant le boycott des produits britanniques en 1768. New York vit naître le mouvement des Fils de la Liberté. Les incidents de la Boston Tea Party en décembre 1773 inspirèrent New York qui connut sa propre Tea Party le 22 avril 1774. Le gouverneur britannique fut chassé en 1775. La ville, qui se rallia aux treize colonies britanniques le 9 juillet 1776, devint le bastion des loyalistes.
Après la défaite américaine au cours du Siège de Boston, le général américain George Washington comprit rapidement la stratégie adoptée par les Britanniques : diviser les colonies en capturant les ports et cours d'eau stratégiques de la ville de New York. Ainsi, il commença à fortifier la ville et prit personnellement le contrôle de l'Armée continentale en 1776. C'est dans ce contexte que cinq batailles de la guerre d’indépendance eurent lieu dans la région de New York, avec en particulier la bataille de Long Island (parfois appelée bataille de Brooklyn), le 27 août 1776. Les Américains vaincus battirent alors en retraite vers Manhattan. Le 21 septembre, après le débarquement des Britanniques à Kip's Bay et la bataille des Hauts de Harlem, le Grand Incendie de New York de 1776 détruisit le quart de la ville. De cet épisode, on se souvient de la phrase du jeune capitaine américain Nathan Hale, exécuté par les Britanniques après sa capture lors d’une mission d’espionnage : « Mon seul regret est d’avoir une seule vie à perdre pour mon pays ». La chute de Fort Washington, le 16 novembre 1776, marqua le début de la réoccupation britannique. La ville resta aux mains des Britanniques jusqu’au 16 novembre 1783, date à laquelle les dernières troupes britanniques quittèrent New York. Ce jour de l'« Evacuation Day », a été par la suite célébré durant des décennies comme une véritable fête. La fin des hostilités consacrée par le traité de Paris en 1783, vit George Washington entrer en vainqueur à New York.

Le drapeau des Fils de la Liberté, correspondant aux neuf colonies présentes au Stamp Act Congress.

Bien que les Fils de la liberté aient été très actifs dans la ville, et qu'une statue de George III ait été abattue puis fondue pour fabriquer des munitions au moment de la Déclaration d'indépendance des États-Unis d'Amérique, New York abritait sans doute plus de Loyalistes que n'importe quelle autre ville des treize colonies avant le début des hostilités. Après le début de l'occupation militaire consécutive aux premiers succès de l'armée britannique, résultant elle-même de l'exode de l'ensemble des patriotes et autres loyalistes en provenance du reste des colonies, la ville devint alors profondément loyaliste durant le reste de l'occupation britannique. New York devint ainsi le centre politique et militaire des opérations britanniques durant la suite du conflit. Cette position de centre de l'activité britannique plaça ainsi New York au cœur du réseau de renseignements de George Washington. Les prisonniers américains étaient la plupart du temps retenus dans des conditions inhumaines sur des navires prisons britanniques délabrés, à proximité de la Wallabout Bay. Le fait de rendre les conditions d'emprisonnement insupportables visait à inciter les jeunes soldats à s'engager dans la marine britannique. Historiquement, il y aurait eu plus de morts parmi les soldats et marins américains sur ces navires que dans toutes les batailles de la guerre d'indépendance réunies.

### New York, capitale des États-Unis (1785-1790)

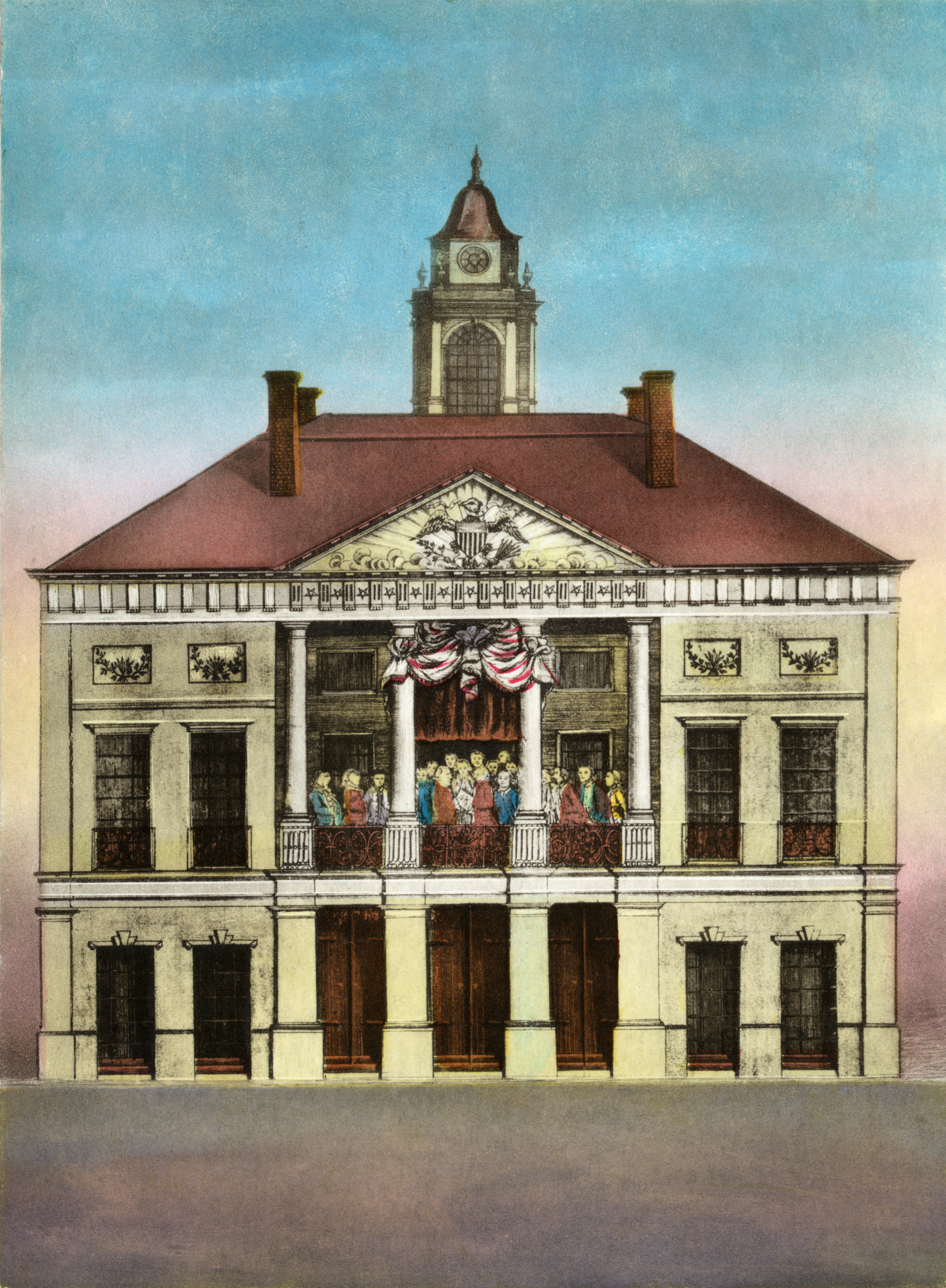
Federall Hall. Gravure d'A. Doolittle, 1790.

En 1785, le Congrès continental s'installa à New York, qui fit dès lors office de capitale provisoire des États-Unis. Mais, sous la pression de Thomas Jefferson, le Congrès déménagea à Philadelphie cinq ans plus tard,. En 1789, le premier Président américain, George Washington, prêta serment sur la Bible au balcon du Federal Hall, édifice rénové par l'architecte français Pierre Charles L'Enfant. En 1790, le siège du gouvernement fédéral fut transféré à Philadelphie et, en 1797, le gouvernement de l'État de New York s'installa à Albany. Dès lors, son seul rôle économique expliquait la croissance de New York. Dès 1792, un groupe de marchands commença à se réunir sous un arbre à Wall Street, préfigurant ce qui est devenu ultérieurement la Bourse de New York. Cet été-là, une épidémie de fièvre jaune provoqua un exode des New-Yorkais en direction de Greenwich Village.

## LeXIXesiècle, entre rayonnement économique et crise violente
Au XIXe siècle, la population de New York connut une rapide expansion, grâce à l’arrivée massive d’immigrants attirés par le dynamisme économique de la ville. En 1835, New York devint par ailleurs la plus grande ville des États-Unis en dépassant Philadelphie. Mais le XIXe siècle fut également celui de la Guerre de Sécession, dont New York a été l'un des lieux clé.

### Les nouvelles dynamiques de croissance et d'urbanisation

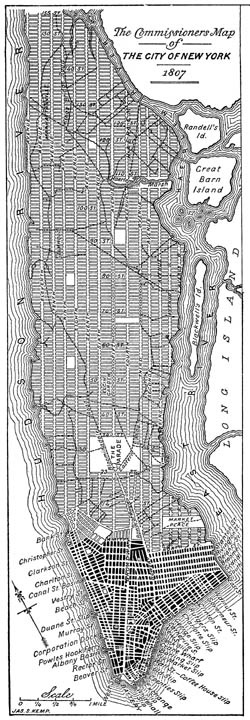
Version moderne du plan cadastral du Commissioners' Plan de 1811, paru en 1807.

Le XIXe siècle s'est caractérisé par une rapide croissance de la ville de New York, ce qui a imposé la fixation de règles nouvelles en matière d'aménagement urbain. C'est ainsi qu'en 1811, le Commissioners' Plan fut adopté par les autorités administratives de la ville. C'est ce texte fondateur qui imposa le plan hippodamien d'organisation de la ville. Ce plan envisageait alors la création de seize avenues dans la direction nord-sud, traversées perpendiculairement par 155 rues dans la direction est-ouest. Il fut globalement mis en œuvre.
Le commissioners' plan ne prenait pas en compte la construction de Central Park, puisque le projet date de 1853. Central Park occupe ainsi l'espace situé entre d'une part la 59e et la 110e rue, et d'autre part entre la 5e et la 8e avenue. D'autres grands projets changèrent aussi les décisions prévues par le projet, comme la construction de l'immense Rockefeller Center, de l'université Columbia, de Times Square, ou encore, plus récemment du Lincoln Center.

### Une croissance économique exceptionnelle

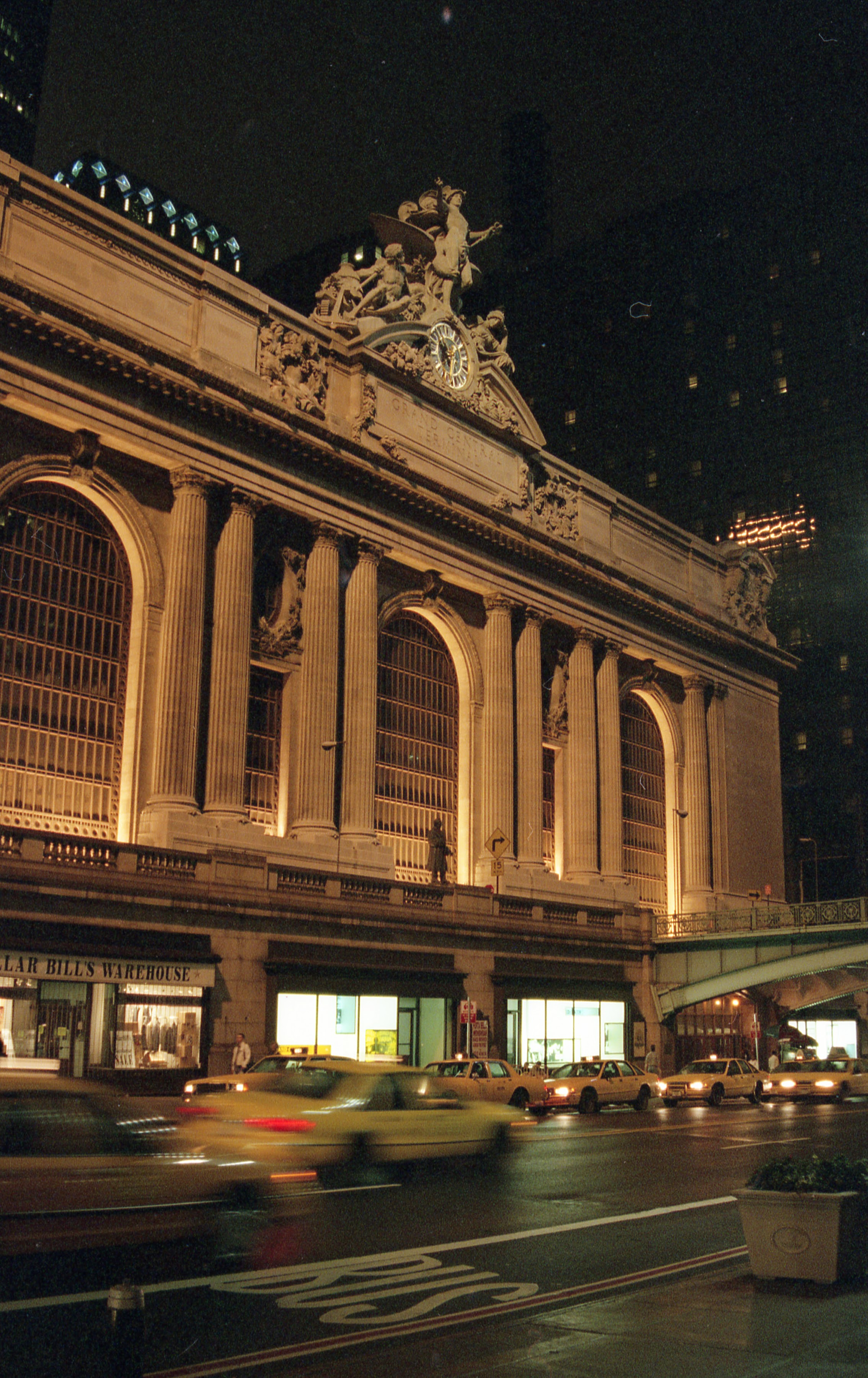
La gare de Grand Central Terminal : les chemins de fer sont à l'origine du développement économique de New York au XIXe siècle.

Le développement de New York fut facilité par la modernisation et l'extension des réseaux de transport : le canal Champlain (1823) et le canal Érié (1825) reliaient New York à son arrière-pays et aux Grands Lacs. Le canal reliant le Delaware à la Raritan (1824) rejoignait Philadelphie au sud-ouest. Robert Fulton fit naviguer les premiers bateaux à vapeur sur l'Hudson. Les liaisons ferroviaires se multiplièrent à partir des années 1830 et Cornelius Vanderbilt construisit la gare de Grand Central sur la 42e Rue dans les années 1870. Sur mer, les lignes transatlantiques reliaient New York à l'Europe par les paquebots.
New York affirma rapidement sa vocation commerciale grâce à son port. Vers 1860, ce dernier assurait deux tiers des importations et un quart des exportations américaines. En 1884, 70 % des importations américaines transitaient par le port de New York. Les marchandises qui passaient par le port étaient diverses : coton, farine et viandes étaient expédiés vers l'Europe. Tissus, alcools, sucre, café, thé, cigares étaient déchargés sur les quais de la baie. À la fin du XIXe siècle, lorsque les États-Unis devinrent une puissance industrielle de premier ordre, les biens manufacturés représentaient une part croissante des exportations. Le port de New York s'agrandit dans les années 1850-1860, notamment à Brooklyn et sur la rive du New Jersey. Les premières jetées maçonnées (les Piers) apparurent dans les années 1870. Sur l'Hudson, les installations portuaires atteignirent la 70e Rue de Manhattan à la fin du siècle. En 1900, le port de New York était le premier du monde.
Avec la révolution et l'essor industriels, les usines, les manufactures et les ateliers furent de plus en plus nombreux : en 1806, William Colgate ouvrit une fabrique de chandelles, d'amidon et de savon au sud de Manhattan. Cependant, la place fit rapidement défaut sur l'île et de nombreuses industries s'implantèrent dans les quartiers périphériques. Les principales activités de l'agglomération étaient alors liées au secteur agro-alimentaire (raffineries de sucre, abattoirs, brasseries, tabac), au textile (filatures, ateliers de confection), aux constructions navales et à l'imprimerie. Vers 1900, New York était la ville industrielle la plus importante des États-Unis.
C'est également au XIXe siècle que New York se positionna comme premier centre des affaires du pays : la vocation financière de la métropole se développa avec la création de la Bank of New York par Alexander Hamilton en 1784 et l'ouverture de la Bourse en 1792. Plus tard, des bourses spécialisées furent fondées (bourse aux grains en 1850, au coton en 1868). L'indice boursier du Dow Jones fut créé en 1896. Les maisons de négoce se concentrèrent au sud de Manhattan. Profitant du dynamisme des chemins de fer, les banques commerciales se multiplièrent, passant de 25 en 1845 à 506 en 1883. Les grandes enseignes telles que Macy's (1858) et Bloomingdale's virent le jour dans la deuxième moitié du XIXe siècle. Broadway devint l'artère commerçante de la ville.

### Une population croissante et diverse

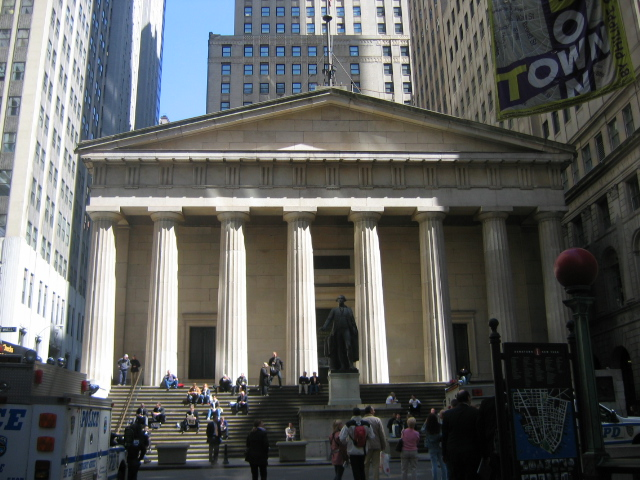
Federal Hall (1842), près de la bourse.

Au milieu du XIXe siècle, plus de la moitié des New-Yorkais étaient nés à l'étranger ; entre 1820 et 1890, plus de dix millions d'immigrants s'installèrent dans la métropole, fuyant la crise économique et les persécutions qui avaient lieu en Europe. Les migrants les plus nombreux sont d'abord les Allemands et les Irlandais : les premiers quittèrent leur pays à la suite des révolutions de 1848 et les seconds à cause de la grande famine. Des quartiers « ethniques » se constituèrent à Manhattan : par exemple, les Allemands se concentrèrent dans la Lower East Side. L'immigration irlandaise conduisit à la création de nouvelles paroisses catholiques et d'un archidiocèse en 1850. En 1860, un tiers des New-Yorkais est d'origine irlandaise. Chaque communauté développa ses réseaux d'entraide, ses associations et ses journaux. Les tensions dégénèrent parfois en émeutes : celles de 1871 entre catholiques et orangistes se soldèrent par 65 morts.
New York connut une importante croissance de sa population entre 1790 et 1820 qui passa de 33 000 à 123 706 habitants. La ville devint ainsi la plus peuplée des États-Unis. Face à cette croissance démographique, les autorités municipales étendirent à l’ensemble de l’île de Manhattan le plan d’urbanisation, dès 1811. En 1900, Manhattan était entièrement lotie. Au cours de la première moitié du XIXe siècle, la croissance urbaine fut pourtant interrompue plusieurs fois, avec les incendies de 1835 et 1845, et par la crise économique de 1837. De nombreux bâtiments furent alors reconstruits dans le style néo-classique, comme le Federal Hall (1842). Avec l'essor démographique, l'offre de logements devint vite insuffisante. Les New-Yorkais les plus pauvres s'entassèrent dans des appartements étroits et insalubres appelés tenements : en 1890, une enquête révèle qu'un million de New-Yorkais vivent dans 37 316 tenements. Une loi de 1879 exigeait que chaque pièce ait au moins une fenêtre pour améliorer la ventilation et la luminosité.

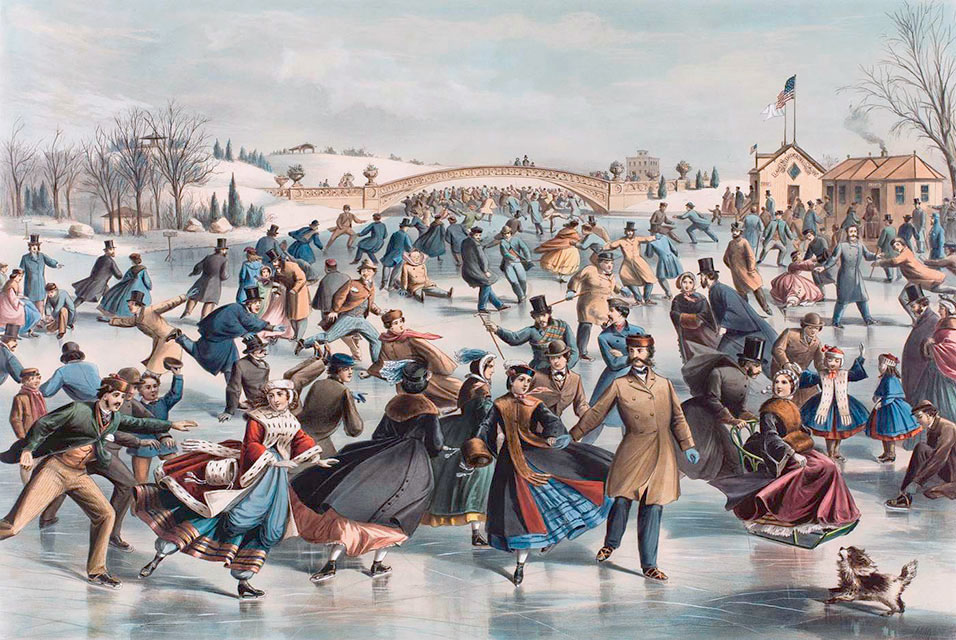
Central Park, Winter: The Skating Pond, 1862.

L'extension urbaine dépassa le simple cadre de Manhattan : les villes de Jersey City et Newark s'agrandirent grâce aux industries et aux liaisons en ferry. Le quartier de Brooklyn acquit le statut de ville en 1834 et adopta un plan d'urbanisme orthogonal. La périphérie de la ville fut stimulée par les trains de banlieue. Les transports urbains se modernisèrent, passant du bus aux tramways hippomobiles et bientôt au métro.
Les inégalités sociales étaient importantes dans le New York du XIXe siècle : le nombre de personnes riches augmenta et certains noms se détachèrent par leur fortune (Andrew Carnegie, John Davison Rockefeller, John Jacob Astor, etc.). De riches demeures furent construites sur Washington Square, Lafayette Place puis sur la Cinquième avenue, dans le quartier de Brooklyn Heights et de Marcus Garvey Park à la fin du siècle. La bourgeoisie vivait selon les codes de la société victorienne. Une classe moyenne d'artisans, comptables, vendeurs, employés de bureau émergea peu à peu. Avec le développement industriel de New York, le nombre d'ouvriers augmenta fortement, passant de 30 000 en 1840 à 220 000 quarante ans plus tard. Les ouvriers se réunissaient dans les tavernes de Bowery. La ville connut régulièrement des mouvements de grèves comme en 1833 et en 1836.
Les problèmes sociaux furent en partie pris en charge par les Églises et les associations qui se multiplièrent, comme la Société new-yorkaise pour l'amélioration de la condition des pauvres (1843).

### New York pendant la Guerre de Sécession

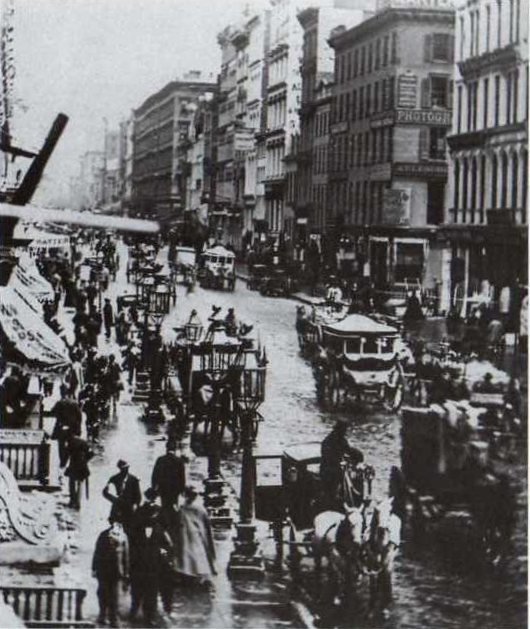
Broadway en 1860, un an avant le début de la Guerre de Sécession (1861-1865).

La ville de New York a joué un rôle essentiel dans la Guerre de Sécession, en fournissant des troupes, des marchandises, et des équipements divers à l'armée de l'Union. Malgré tout, les forts liens commerciaux existant avec les sudistes créèrent une dissension entre les habitants, certains prenant parti pour l’Union, d’autres pour la Confédération. Ces troubles civils culminèrent en 1863 avec de violentes émeutes lors de l’appel à la conscription lancé par Abraham Lincoln (the Draft Riots). Cependant, l'influence des plus grands politiciens et quotidiens new-yorkais permit d'orienter l'opinion publique du côté de l'Union et de son président, Abraham Lincoln. Le port de New York joua également un rôle du fait de l'arrivée permanente d'immigrés en provenance d'Europe, essentiellement des Allemands et des Irlandais qui furent parfois enrôlés dans l'armée de l'Union.

#### Le début du conflit
Au moment où la guerre éclata, New York était déjà l'une des villes les plus puissantes des États-Unis, de même qu'un véritable melting pot de cultures et d'opinions politiques. Le maire démocrate de la ville à l'époque, Fernando Wood faisait partie des nombreux sympathisants des États confédérés. C'est pour cette raison qu'il suggéra que New York fasse sa propre sécession afin de pouvoir continuer son commerce de coton avec les États du Sud.
Bien avant la guerre, les démocrates avaient déjà gagné beaucoup d'influence à New York, notamment grâce au Tammany Hall.
La ville de New York se munit progressivement de moyens de défense contre des éventuelles attaques sudistes : de nombreux forts datant d'avant le conflit étaient censés servir de rempart contre les assauts ennemis. Mais la ville se dota également d'hôpitaux ainsi que de camps d'entraînement militaire tels celui de Rikers Island. Le chantier naval de Brooklyn, le New York Navy Yard, fut également un lieu clé dans la stratégie de l'Union.

#### Le recrutement militaire à New York
Malgré les nombreuses contestations contre les appels de volontaires ordonnés par Lincoln à la suite du bombardement de Fort Sumter, les New-Yorkais se mobilisèrent en nombre pour rejoindre l'armée, ou lever des fonds ou des soutiens pour les troupes nouvellement engagées. En trois mois, 150 millions de dollars furent levés pour l'effort de guerre par les New-yorkais. À la fin de 1861, 30 000 soldats furent mobilisés dans la seule ville de New York, et au cours de la guerre, environ 100 000 troupes appelées dans tout l'État partirent au combat.
En 1862, c'est George Opdyke, fidèle partisan de Lincoln depuis de nombreuses années avant le conflit qui devint maire de la ville. Il mobilisa ainsi encore davantage la ville pour renforcer l'armée, et éviter des paniques dans les quartiers commerciaux comme Wall Street alors que les armées de l'Union connaissaient des difficultés. Opdyke fit notamment de gros efforts dans la mobilisation des immigrants.

#### L'épisode sanglant desDraft Riots

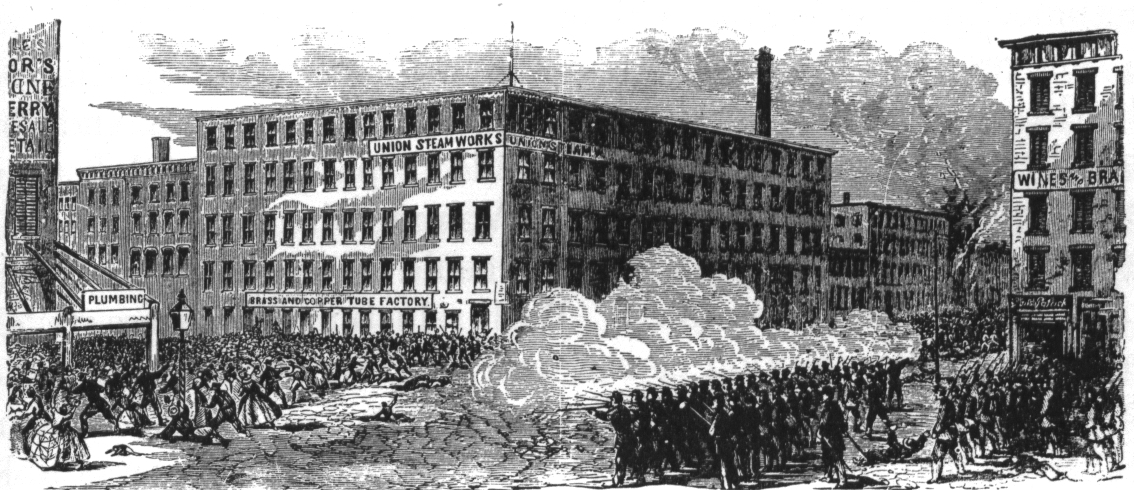
Troupe fédérales faisant feu sur la foule qui commençait à s'attrouper.

Malgré une mobilisation très importante, la ville de New York ne supporta pas la mise en place de nouvelles lois sur l'enrôlement des soldats, qui permettait au gouvernement de recruter des soldats âgés de 18 à 35 ans. C'est donc dans la violence que les New-Yorkais manifestèrent leur mécontentement dans de véritables « émeutes de l'enrôlement » (Draft Riots), qui tournèrent rapidement en attaque en règle contre les populations afro-américaines. Lincoln fut alors contraint d'envoyer des troupes pour régler le conflit. Cinq régiments fédéraux furent déployés à New York afin de ramener le calme. Les émeutes firent une centaine de morts. Après la guerre, le flux d’immigrants européens s’accrut encore. Pour satisfaire aux critères d’immigration, un centre de transit fut construit sur Ellis Island, une île proche de celle de la statue de la Liberté.

### Gestion de la ville et naissance de Central Park
Dès 1821, le suffrage censitaire fut aboli dans l'État de New York : le corps électoral s'élargit et la démocratie progressa encore en 1834 lorsque l'élection du maire de New York se fit au suffrage direct. En 1844 fut créée une police municipale, le New York City Police Department (NYPD) qui existe encore sous cette appellation à l'heure actuelle. À la suite des épidémies de choléra (1832 et 1866), la municipalité décida de porter ses efforts sur l'adduction d'eau et les égouts : un service des égouts fut fondé en 1849 et des bains publics furent ouverts dans les années 1850. Un aqueduc fut mis en chantier en 1842 afin d'apporter l'eau de la rivière Croton, un affluent de l'Hudson, dans la ville.
Face à l'urbanisation galopante de Manhattan, plusieurs voix s'élèvèrent pour réclamer la création d'un espace de verdure, à l'image du Bois de Boulogne à Paris ou de Hyde Park à Londres. Parmi ceux qui réclamèrent l'aménagement d'un parc, on trouve le paysagiste Andrew Jackson Downing, et des écrivains comme George Bancroft et Washington Irving. Le poète et journaliste du New Evening Post William Cullen Bryant, qui était l'un des soutiens du projet, exigea ainsi que :
« La municipalité ouvre un parc, un grand parc, un vrai parc, qui, par le sain divertissement du peuple, l'éloigne de l'alcool, du jeu et des vices, pour l'éduquer aux bonnes mœurs et à l'ordre. »
 Il proposa alors en 1850 que la municipalité achète une parcelle qu'il qualifiait de « terre en friche, laide et répugnante » sur laquelle le projet pourrait voir le jour ce qu'elle fit en 1853. En 1857, un concours fut organisé pour dessiner les plans du parc, et c'est le projet du Greensward Plan de l'écrivain Frederick Law Olmsted et de l'architecte britannique Calvert Vaux qui fut retenu. Le parc devenu Central Park fut achevé en 1873 après treize années de travaux, et devint dès son ouverture l'un des lieux de parade de la ville. L'ouverture du zoo de Central Park en 1864 contribua également à sa popularité.
Le 1er janvier 1898, la ville de New York s’organisa administrativement telle qu’on la connaît aujourd’hui. La City of Greater New York (le « Grand New York ») est née de la fusion de New York County (Manhattan), Bronx County (The Bronx), Kings County (Brooklyn), Queens County (Queens), et Richmond County (Staten Island). Tous les gouvernements de comtés sont supprimés lors de la fusion et remplacés par l'actuelle administration municipale (Government of New York City). La ville de New York (New York City) est depuis lors divisée en cinq arrondissements (boroughs) : Manhattan, Brooklyn, The Bronx, Queens et Staten Island. Elle compte aujourd'hui 8 623 376 habitants, ce qui en fait la commune la plus peuplée des États-Unis.

### Développement de la culture

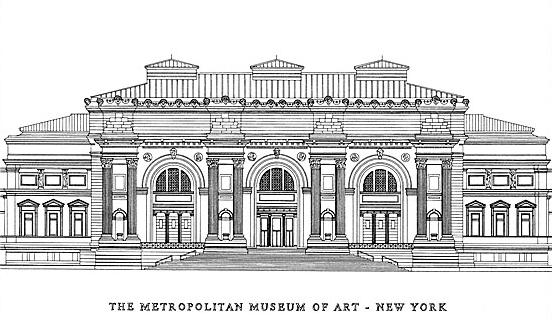
Façade du Metropolitan Museum of Art, construit en 1870, et symbole du rayonnement culturel naissant de New York.

C’est aussi dans la deuxième moitié du XIXe siècle que furent créées la plupart des institutions culturelles (Metropolitan Museum of Art en 1870, Metropolitan Opera en 1883, American Museum of Natural History en 1877, New York Public Library en 1895, Brooklyn Museum en 1895-1915) et de nouvelles infrastructures civiles, comme le pont de Brooklyn achevé en 1883. Des universités virent le jour : université de New York (1831), City College of New York (1847). L'université Columbia, fondée au XVIIIe siècle se diversifia en ouvrant une école de droit (1858) et école de sciences politiques (1880).
Les grandes fortunes de New York firent œuvre de philanthropie. Entre 1888 et 1908, les finances de la ville augmentèrent de 250 %. C'est encore au XIXe siècle que l'agglomération se dota de journaux prestigieux : le New York Sun (1833), le New York Times (1851) et le Wall Street Journal en 1889. Une presse populaire se développa autour du Sun.

## XXesiècle: la construction mouvementée d'une «ville monde»

### L'indispensable modernisation des transports
Dans la première moitié du XXe siècle, la ville devint un centre d’envergure internationale, au niveau industriel, commercial et pour les communications. L’Interborough Rapid Transit, la première compagnie de métro, vit le jour en 1904, suivie de la reconstruction du Grand Central Terminal en 1913. L'autorité du port de New York vit le jour en 1921 ; elle fit construire le pont George-Washington inauguré en 1931. La densification du trafic automobile amèna la municipalité à penser un nouveau plan d'urbanisme et à relier Manhattan par de nouvelles infrastructures : le Holland Tunnel fut creusé entre 1920 et 1927 et des voies rapides (parkways) ceinturèrent peu à peu l'île.

### L'émergence des gratte-ciel

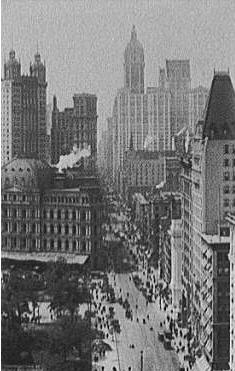
Broadway en 1909.

Dès 1902, New York se manifesta après la construction du Flatiron Building par l'architecte Daniel Burnham. Par la suite, avec la multiplication des sièges sociaux d'entreprises et le manque de place à Manhattan, l'architecture du sud de l'île devint de plus en plus verticale : construite en 1909, la Metropolitan Life Tower fait 213 mètres de hauteur et compte 50 étages. Le Woolworth Building, achevé en 1913, mesure 241 mètres pour 57 étages et reste l'immeuble le plus haut du monde jusqu'en 1930. En 1929, New York compte déjà 188 immeubles de plus de 20 étages. Dès les années 1920, un second quartier des affaires se constitue plus au nord, dans le quartier de Midtown.
À partir des années 1930, la plupart des plus hauts gratte-ciel du monde y furent construits dans le style Art déco : Chrysler Building, Empire State Building, etc. Rapidement, plusieurs architectes américains tels Louis Sullivan critiquèrent cette nouvelle architecture verticale. L’élévation vertigineuse des buildings empêchait la lumière d’atteindre le sol. Le plan orthogonal entraînait un engorgement de la circulation. Enfin, des problèmes nouveaux de sécurité émergeaient, notamment en matière d’incendie. Dès 1916, pour répondre à ces difficultés était adoptée à New York une loi sur le zonage (Zoning Law). Le règlement obligeait les architectes à adapter la hauteur des immeubles à la largeur des rues. Il resta en vigueur jusqu’en 1961. Cela donna lieu à la construction d’édifices de forme pyramidale tels que le Seagram Building (Ludwig Mies van der Rohe et Philip Johnson, 1958) qui ménageait un retrait de 28 mètres par rapport à Park Avenue.

### Le peuple new-yorkais et leMelting Pot
Dès les dernières décennies du XIXe siècle, l'immigration changea de nature : elle apportait désormais à New York des Européens du Sud (Italiens) et de l'Est (Polonais, Russes). Les flux internes concernaient les Afro-américains, jusqu'ici peu nombreux dans la ville et les Portoricains. Au début du XXe siècle, six adolescents sur dix à New York possédaient au moins un parent d'origine étrangère. Au tournant du siècle, Manhattan était ainsi un véritable patchwork de cultures: les russes, polonais dominaient dans le sud-est de l'île, les italiens étaient présents un peu partout, les Irlandais occupaient davantage Midtown ouest, alors que les Tchèques et les Hongrois s'installèrent surtout dans le Upper East Side. Le 1er avril 1892, Ellis Island ouvrit officiellement, devenant une véritable porte du Nouveau Monde pour des millions d'immigrants. L'île accueillit environ 12 millions de personnes entre son ouverture le 1er avril 1892 et sa fermeture le 11 septembre 1954.
L'un des phénomènes les plus remarquables de cette immigration était que tous ces peuples européens tendaient à s'uniformiser autour d'un modèle d'« Anglo Conformity », perdant une partie de leur identité culturelle, en échange d'une promesse de mobilité sociale qui était souvent en réalité impossible à obtenir. C'est à cette époque qu'Israel Zangwill parla pour la première fois de Melting Pot. Par la suite, ce furent les Juifs, fuyant les pogroms en Europe qui s'installèrent dans la Lower East Side et à Brooklyn. Plus tard, les Juifs fuyant le régime nazi s'installèrent en nombre à Washington Heights. Les Noirs venant du Sud du pays se regroupèrent dans les quartiers de Harlem ou de Bedford-Stuyvesant qui devinrent dans les années 1940 des ghettos.

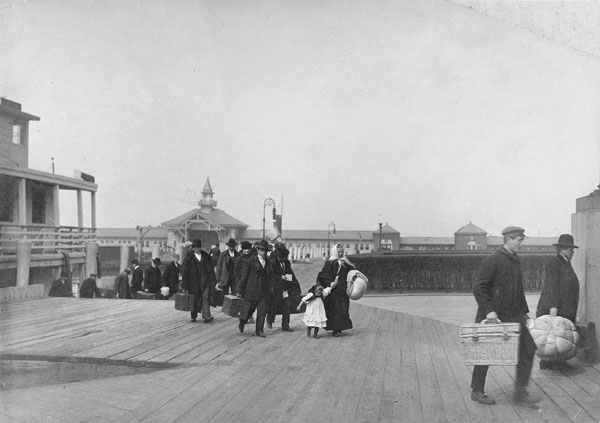
Immigrants historiques débarquant à Ellis Island, vers le rêve américain en 1900.

À la fin du XIXe et au début du XXe siècle, à la suite de rapports et sous la pression des associations, la question du logement populaire devint un sujet de préoccupation. L'immigration elle-même faisait débat, comme l'atteste le discours de Frank P. Sargent, superviseur général de l'immigration à Ellis Island: 
« L'heure est venue pour chaque citoyen américain de considérer avec de profonds doutes la puissante vague d'immigration qui, à moins que quelque chose ne soit fait, empoisonnera ou tout au moins polluera la source même de l'American Life et du progrès. Aussi grands que nous soyons, nous ne pouvons pas correctement avaler un repas dont la succession de plats ne s'arrête jamais, sans subir une indigestion voire une appendicite nationale. »
Un Département municipal des tenements, puis une autorité du logement (New York City Housing Authority) se mirent en place. 40 000 tenements furent détruits dans les années 1920 et des logements sociaux furent construits. La Grande Dépression jeta à la rue des milliers de New-Yorkais, dont certains habitaient dans les cabanes de Central Park. La loi Wagner-Steagall provoque la multiplication des grands ensembles.

### New York, foyer culturel et sportif d'envergure nationale
New York devint également un centre artistique majeur, notamment avec les comédies musicales de Broadway, de Tin Pan Alley et la Renaissance de Harlem. Ce rôle s’amplifia vers la fin des années 1930 avec l’afflux de réfugiés politiques européens, qui comportaient nombre d’intellectuels, musiciens et artistes.
C'est dans le quartier de Greenwich Village que se rassemblèrent les artistes et les écrivains. L'endroit était fréquenté par les homosexuels, les avant-gardistes et les contestataires. Les galeries et les ateliers furent les lieux privilégiés de l'évolution de la peinture : à Greenwich Village travaillaient les peintres réalistes (Thomas Benton, Edward Hopper) et modernes (Jackson Pollock, Willem de Kooning).
Avec l'Armory Show (1913) puis l'ouverture du Museum of Modern Art (1929), du Whitney Museum of American Art (1931) et du Musée Solomon R. Guggenheim (1937), New York devint l'une des capitales mondiale de l'art moderne. Cette position fut renforcée par l'afflux d'artistes, de musiciens et d'écrivains européens pendant la Seconde Guerre mondiale (Marc Chagall, Béla Bartók, Hannah Arendt).
Durant la première moitié du XXe siècle, New York resta un centre important pour les médias : la métropole comptait de nombreuses agences d'information et des journaux prestigieux. Dans les années 1920 apparurent les premiers tabloïds. Dans les années 1930, les chaînes de radio CBS et NBC s’installèrent au Rockefeller Center qui fut bientôt surnommé « Radio City. » Deux théâtres furent aménagés dans le complexe, d'une part le Radio City Music Hall qui était le plus grand, avec près de 6 000 sièges et d'autre part le RKO Roxy ou Center Theater qui comprenait 3 509 places et qui fut détruit en 1954. Malgré la concurrence de Los Angeles, New York resta jusqu'en 1945 un centre cinématographique important : elle exerçait le contrôle financier de l'industrie du 7e art, produisait des films dans ses studios et possédait de très nombreuses salles de projection.
Du point de vue sportif, le XXe siècle a consacré New York comme l'une des capitales américaines du sport. Dès 1915, l'US Open s'installa dans le quartier de Forest Hills. Par ailleurs, dans toutes les grandes disciplines nationales, les clubs new-yorkais rayonnent, avec en particulier les New York Yankees en baseball, et les New York Giants en football américain.

### Problèmes sociaux de l'entre-deux-guerres

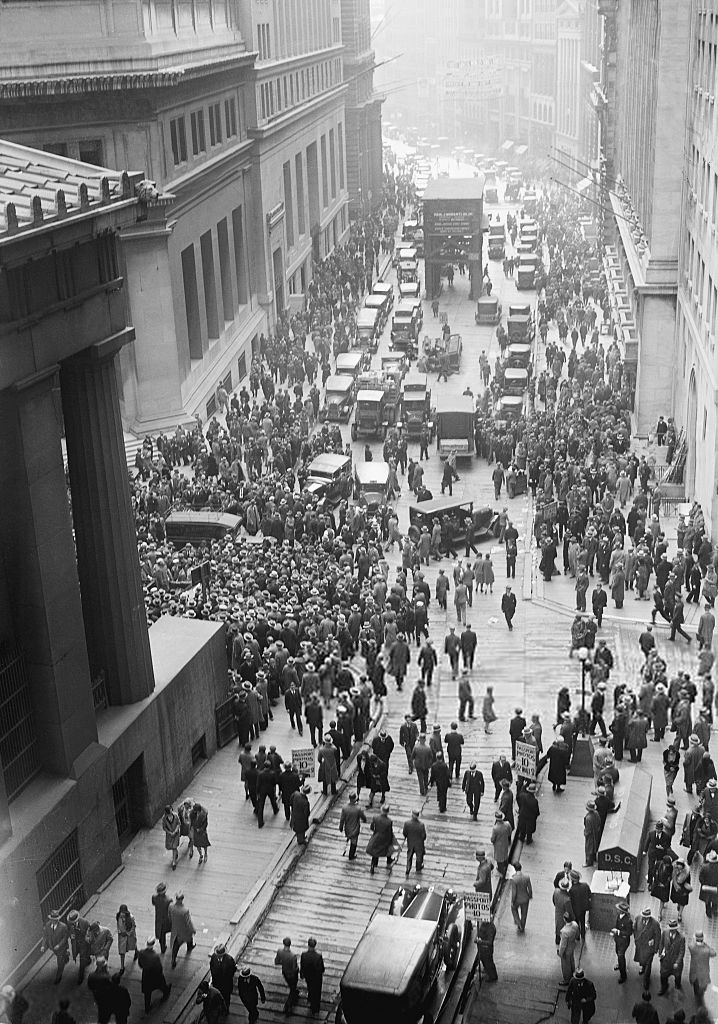
La foule se presse devant la bourse le jour du krach de 1929, marquant le début de la Grande Dépression.

En 1919, New York fut secouée, comme d'autres villes dans tout le pays, par des grèves massives : celle des dockers en janvier, des cigariers en juillet, des acteurs en août et des pompiers en septembre. Les ouvriers réclamaient des augmentations de salaire pour compenser l'inflation ainsi que de meilleures conditions de travail. Le 16 septembre 1920, un attentat à la bombe souffla les bureaux du siège de la compagnie J.P. Morgan Inc. à Wall Street, faisant 38 morts et 200 blessés.
Les années 1920 furent également marquées par la prohibition, avec l’ouverture des speakeasies, ces établissements de vente et de consommation de boissons alcoolisées, ainsi que par les bootleggers, c'est-à-dire les contrebandiers d’alcool. De nombreux bars et clubs de Harlem, réservés aux Blancs, étaient alors contrôlés par les mafias juive et italienne. Le truand « Dutch » Schultz contrôlait notamment la production et la distribution de spiritueux dans le quartier. Le célèbre parrain de la mafia italienne, Lucky Luciano fut le commanditaire de son exécution en 1935.

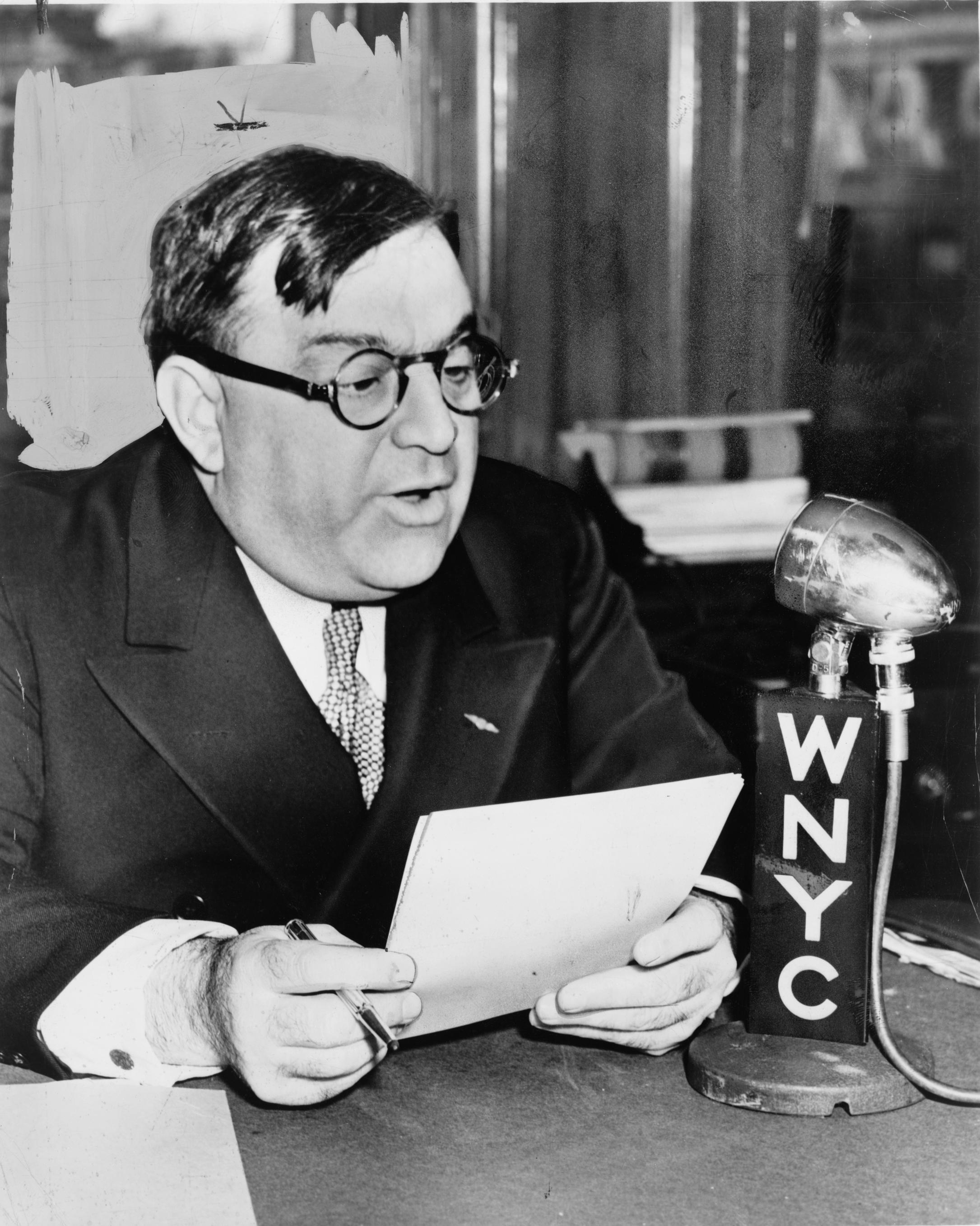
Fiorello Henry LaGuardia, maire de New York de 1934 à 1945.

La « grosse pomme » n'échappa pas à la Grande Dépression économique des années 1930 ; c'est d'ailleurs à la bourse de Wall Street que se manifesta le krach de 1929 qui donna lieu à une crise mondiale. Le chômage et la misère augmentèrent rapidement et des bidonvilles se développèrent entre la 72e et la 110e Rue. En mars 1930, le Parti communiste américain organisait une manifestation qui réunit quelque 35 000 personnes dans les rues de New York. En mars 1936, un New-Yorkais sur cinq recevait une aide publique. Les différents programmes de la Works Projects Administration, la principale agence instituée dans le cadre du New Deal de Roosevelt, employait des centaines de milliers de personnes. Fiorello LaGuardia maire de New York de 1934 à 1945 a marqué l'histoire de la ville en raison de sa popularité qui lui valut le surnom de « Petite Fleur », et des bons résultats dus à sa politique. En 1935, le premier complexe de logements sociaux des États-Unis fut ainsi construit.
Durant la Seconde Guerre mondiale, la ville de New York connut certaines mutations du fait de la menace allemande ; les navires craignaient des attaques menées par des U-boats, et de nombreux bâtiments furent barricadés, notamment au niveau des fenêtres, de peur de bombardements allemands qui n'eurent finalement jamais lieu. Du point de vue de la production d'engins militaires, la New York Navy Yard fut placée au cœur de la stratégie défensive des États-Unis ce qui se manifesta par une augmentation substantielle de la production de navires de guerre. Globalement, New York n'a pas trop souffert du conflit, au contraire, son rôle dans les relations internationales augmenta une fois la guerre terminée, notamment avec l'installation en 1951 du Siège des Nations unies dans la Turtle Bay.
Durant le conflit, New York accueille de nombreux intellectuels (Antoine de Saint-Exupéry, Claude Lévi-Strauss, Jules Romains, Saint-John Perse) et artistes (Max Ernst, Marc Chagall, Fernand Léger, Benjamin Péret, André Breton, Marcel Duchamp ou encore Salvador Dali) français en exil. Entre 1941 et 1944, 240 livres en français y sont publiés, dont Pilote de guerre,.

### New York de 1945 aux années 1970: l'émergence d'une contestation multiforme

#### L'évolution culturelle, terreau de la contestation
Après la Seconde Guerre mondiale, New York connut cependant un relatif déclin, perdit de ses habitants, et son tissu industriel commença à vieillir. Plusieurs usines déménagèrent dans la première moitié du siècle vers la ceinture proche (dans le New Jersey par exemple). La crise des années 1960-1970 engendra des friches industrielles dans le Bronx et le Queens. Ainsi, le chantier naval de Navy Yard ferma ses portes en 1966. Entre 1953 et 1992, New York perdit quelque 700 000 emplois industriels. La place du port de New York recule.
New York affermit sa position mondiale dans les années 1950 et 1960. Ainsi, en 1951, elle accueillit les institutions permanentes de l'ONU. L'exposition universelle de la foire internationale de New York 1964-1965, dans le parc de Flushing Meadows, attira des millions de visiteurs. New York s’affirma comme capitale de l’expressionnisme abstrait, rivalisant avec Londres sur le marché de l’art. Le quartier de Greenwich Village reste un des foyers culturels de la ville avec SoHo qui devint un district historique en 1973. La contre-culture s'épanouit à New York dans les lettres et les arts. Le Off-off Broadway proposait une alternative au théâtre commercial. Le Pop Art dénonçait la société de consommation. Andy Warhol (1928-1987) installa son atelier sur la 47e Rue. Frank Stella (né en 1936) expérimenta le minimalisme et Christo (né en 1935) proposa aux New-Yorkais des œuvres éphémères. Les fresques murales se multiplièrent sur les murs de la ville. La culture de la rue (graffiti, hip-hop) prit leur essor dans les années 1980.
Dans le domaine de la culture, New York se vit de plus en plus concurrencée par d'autres pôles dans le pays, en particulier ceux de la Sun Belt : dès les années 1950, Hollywood devint le cœur de la production cinématographique. La presse new-yorkaise dut en outre faire face à de nouveaux rivaux comme le LA Times ou le Washington Post.

#### Le mouvement des droits civiques
Avec le changement de politique migratoire, New York redevint cosmopolite. De nouveaux quartiers ethniques se formèrent dès les années 1970. Les années 1960 furent aussi marquées par des tensions raciales, et New York s'imposa rapidement comme un lieu clé du mouvement des droits civiques, qui se manifesta en particulier dans le quartier noir de Harlem, soit pacifiquement avec des mouvements comme la NAACP ou l'UNIA, soit dans la violence comme avec l'organisation de Malcolm X, Nation of Islam. Harlem fut ainsi autoproclamé « cœur spirituel de la protestation et du mouvement noir » dès l'arrivée des premières populations afro-américaines,.
Parmi les événements les plus marquants du mouvement, on peut citer les émeutes de juillet 1964) et les diverses manifestations sociales (grèves des transports en 1966, manifestations contre la guerre du Viêt Nam). La municipalité confia à Robert Moses le soin de détruire les taudis, de rénover certains blocks et de construire des logements sociaux. En 1968, Harlem connut de nouvelles émeutes à la suite de l'assassinat de Martin Luther King Jr..
Entre 1940 et 1990, Manhattan perdit 500 000 habitants, Brooklyn 400 000 et le Bronx 300 000. Cependant, les banlieues résidentielles continuèrent de s'étendre grâce au réseau autoroutier et à la construction de nouveaux ponts tels le Pont Verrazano en 1964. La ville se transforma également pour faire face à l'accroissement du trafic automobile : les parkings se multiplièrent, et la Cinquième avenue passa en sens unique.

### Les années 1970 puis 1980: New York dans la tourmente
Les années 1970 sont souvent considérées comme le point bas de l'histoire de New York, en raison des taux de criminalité élevés assortis de divers désordres sociaux qui débutèrent dès les années 1960, en particulier avec les émeutes de Stonewall en 1969. Dans un contexte de stagflation aux États-Unis et de maintien en parallèle de dépenses sociales élevées à New York, les dépenses de la municipalité explosèrent, conduisant l'État fédéral à se désengager. Par la suite, la désindustrialisation et le déclin démographique poussèrent la ville au bord de la faillite. De nombreuses infrastructures urbaines furent laissées à l'abandon, faute de subventions. Parallèlement, l'immense World Trade Center fut inauguré au cours d'une cérémonie grandiose en 1973. Mais la multiplication des emprunts à court terme entre 1965 et 1975 provoqua un endettement considérable. Le premier choc pétrolier de 1973 n'arrangea pas la situation. Plusieurs quartiers s'enfoncèrent alors dans la criminalité et la drogue, comme Harlem ou South Bronx, malgré les efforts du gouvernement fédéral. Le phénomène s'accompagna même d'une chute brutale de la population qui atteignit 27 % à East Harlem. Malgré tout, la ville évita la faillite grâce à un prêt fédéral. En 1977, la ville fut plongée dans le noir du 13 au 14 juillet, ce qui provoqua de véritables pillages et de multiples désordres sociaux.
Le rebond de Wall Street, dans les années 1980, malgré le Krach de 1987, permit à New York de retrouver son rôle de leader dans la sphère économique et financière mondiale et l'équilibre budgétaire de la ville fut rétabli en 1981. Le renouveau de l'immigration stimula également la croissance économique. Mais malgré une baisse des chiffres du chômage, New York patissait encore de sa réputation de ville dangereuse. En outre, les années 1980 furent également marquées par les tensions raciales, qui conduisirent notamment aux agressions dont l'une fut mortelle de trois Afro-américains dans des « quartiers blancs ». Malgré tout, la situation commença à s'améliorer lors de l'élection à la mairie de David Dinkins, premier maire afro-américain de la ville, même si sa gestion de certains incidents comme les émeutes de Crown Heights lui valurent de vives critiques.

### La municipalité de Giuliani: de l'insécurité à la sérénité

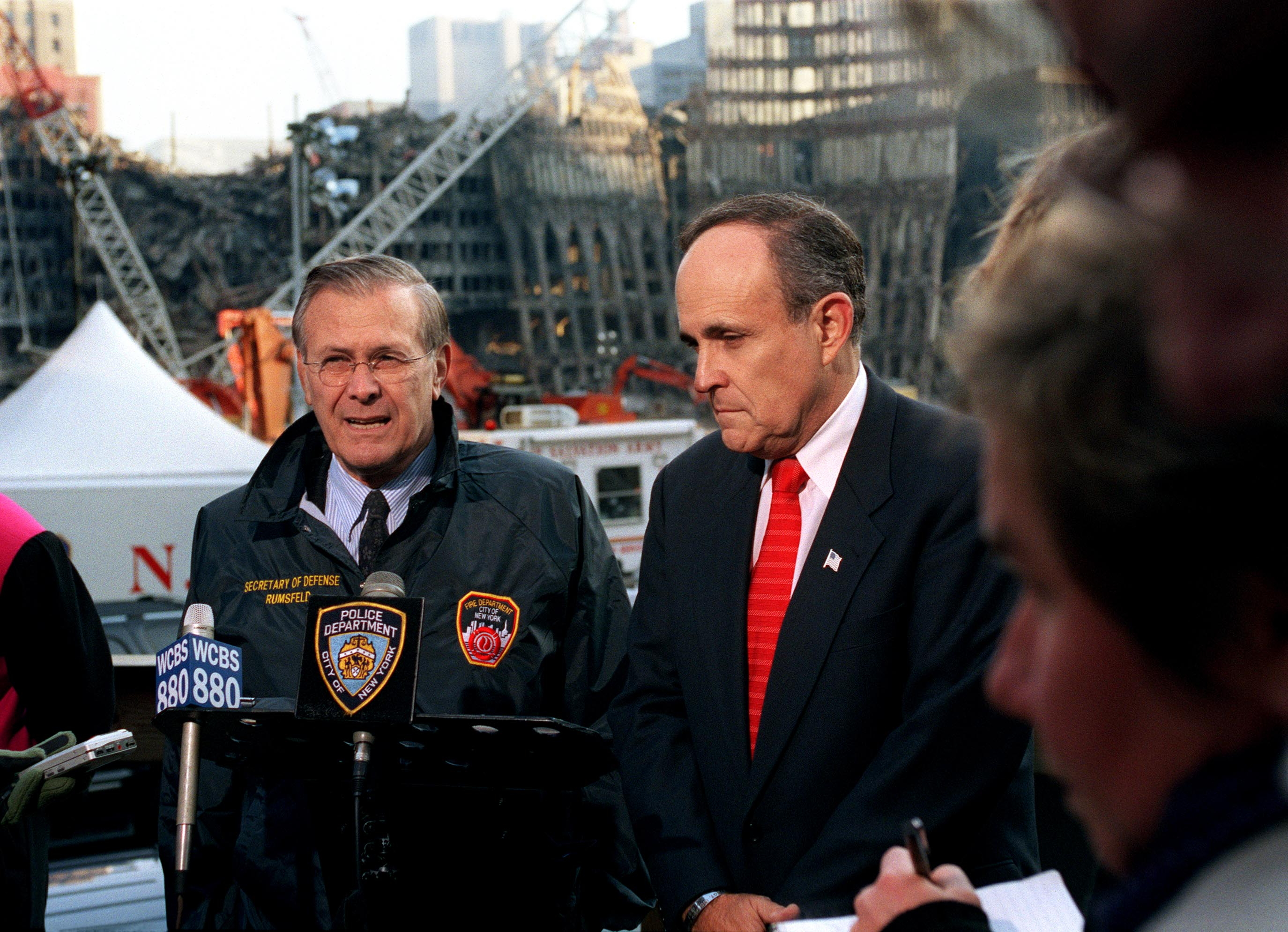
Le secrétaire américain à la Défense Donald Rumsfeld et Rudolph Giuliani sur le site du World Trade Center à Manhattan, le 14 novembre 2001.

Les années 1990 furent marquées à New York par un premier attentat terroriste contre le World Trade Center, le 26 février 1993, où un camion chargé de 680 kg d'explosif au nitrate se désintégra dans un parking souterrain de la tour Nord, faisant 6 morts et 1 042 blessés. L'extension des dommages, un cratère de 30x60 mètres à travers 5 niveaux de sous-sol, et les incertitudes quant aux dommages subis par les colonnes porteuses centrales (mais une seule fut légèrement affectée) firent que les deux tours restèrent fermées pendant plusieurs mois. Selon l'architecte du World Trade Center, la tour se serait effondrée si le camion avait été placé plus près des fondations.
En 1994, année d'entrée en fonctions de Rudolph Giuliani, New York traversait une crise profonde, marquée par de nombreuses tensions raciales que beaucoup croyaient irrémédiables. Pourtant, en l'espace de quelques années, Giuliani, personnage méprisé par la presse et connu pour son franc-parler, parvint à faire de Big Apple une ville sûre et attirante pour les investisseurs. Ainsi, Giuliani s'engagea sur tous les fronts, luttant tant contre les mafias familiales dans les quartiers sensibles que les délits d'initiés à Wall Street. La plupart des mesures qu'il entreprit furent audacieuses, voire surprenantes de par leur caractère radical, comme sa politique de « Tolérance zéro » en matière de criminalité. Giuliani le républicain, dans une ville plutôt ancrée dans le camp démocrate avait ainsi de nombreux ennemis, et la presse se montrait parfois très véhémente à son encontre : le Village Voice le traîta même de « Heartless Bastard »,.
Les résultats obtenus par Giuliani avant le 11 septembre furent très positifs, avec une véritable chute de la criminalité (430 460 crimes enregistrés en 1993, avant son entrée en fonction, 184 111 crimes en 2000), et un retour de la confiance chez les New-Yorkais en matière de sécurité. Mais Giuliani se fit également connaître dans un cadre plus large que celui de New York grâce à sa gestion des attentats du 11 septembre 2001 au cours desquels il ne céda pas à la panique, et fit en sorte d'organiser au plus vite la reconstruction du World Trade Center. Son cancer de la prostate en 2002 le contraignit à se retirer de la vie politique, mais un éventuel retour à New York n'est pas exclu.

## XXIesiècle: les attentats puis le renouveau

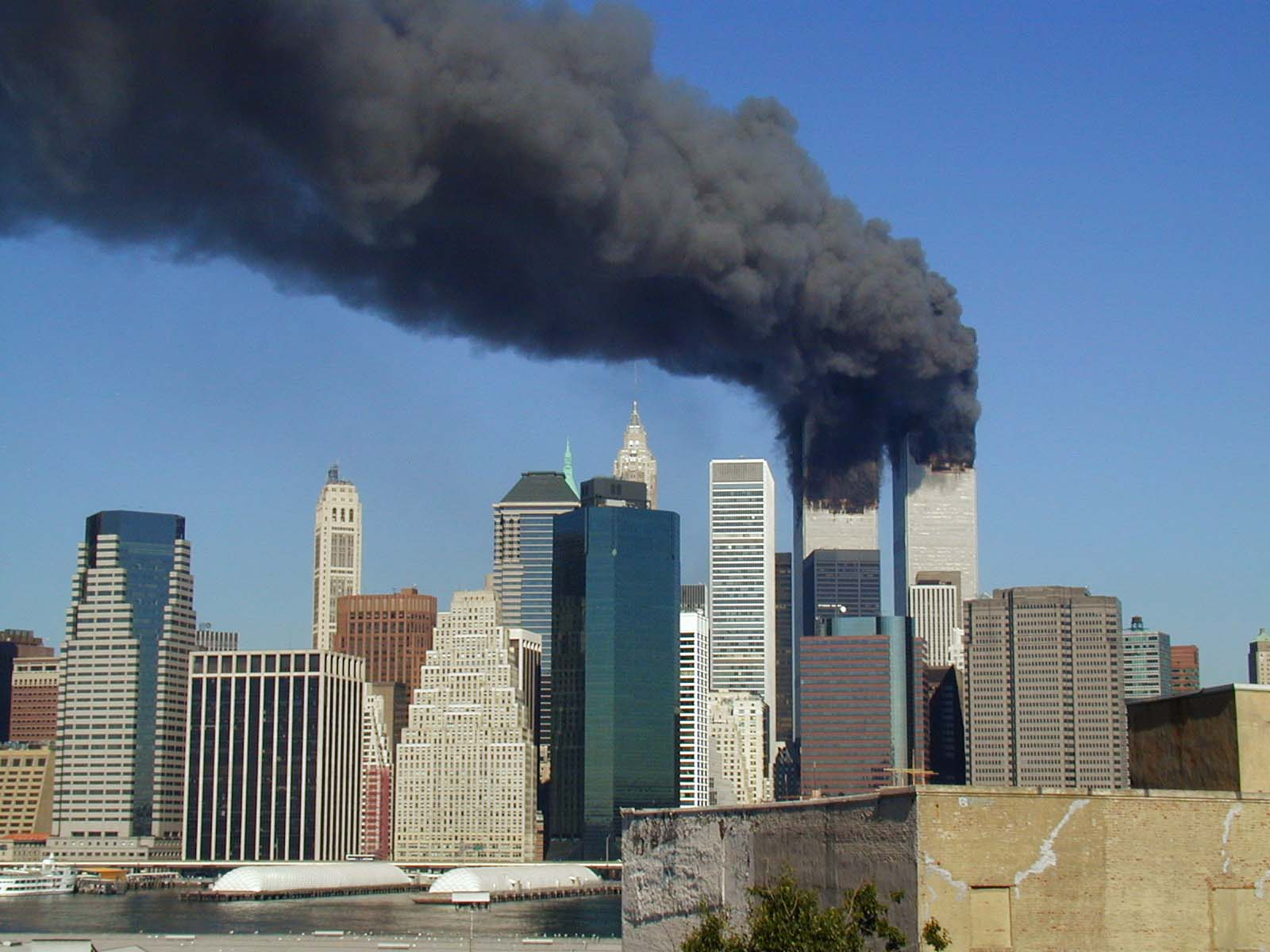
Le World Trade Center en feu, avant l'effondrement des deux tours, lors des attentats du 11 septembre 2001.

Le XXIe siècle a bien mal débuté à New York, tout d'abord après l'éclatement de la bulle Internet qui a violemment secoué Wall Street et surtout à la suite des attaques terroristes du 11 septembre 2001 qui ont profondément frappé les États-Unis, et en particulier la ville de New York, véritable symbole de la puissance américaine. En effet, bien que les attentats aient également frappé Washington, D.C. c’est bien New York qui en est sortie la plus meurtrie, avec la destruction des tours jumelles du World Trade Center, ainsi que de l'ensemble du complexe qui lui était rattaché. Ainsi, la skyline de Manhattan fut bouleversée, mais depuis les attaques, les New-Yorkais ont su rebondir et repartir de l'avant, notamment sous la tutelle de Rudolph Giuliani puis de Michael Bloomberg qui lui a succédé à la mairie de la ville en 2002, même si la cicatrice des attentats reste vive dans les esprits des habitants de Big Apple.
Le 27 février 2003, après avoir reçu des milliers de propositions en provenance du monde entier, la Lower Manhattan Development Corporation a désigné l'architecte polonais Daniel Libeskind pour dessiner les plans de la tour qui remplacera le World Trade Center. C'est ainsi en 2013 que le One World Trade Center d'une hauteur de 1 776 pieds (541 m)) devrait être achevée. Le nouveau complexe comprend également d'autres tours, comme le Seven World Trade Center, terminé en 2006, ainsi qu'un mémorial et un musée, présentant notamment deux bassins représentant l'empreinte des deux tours.

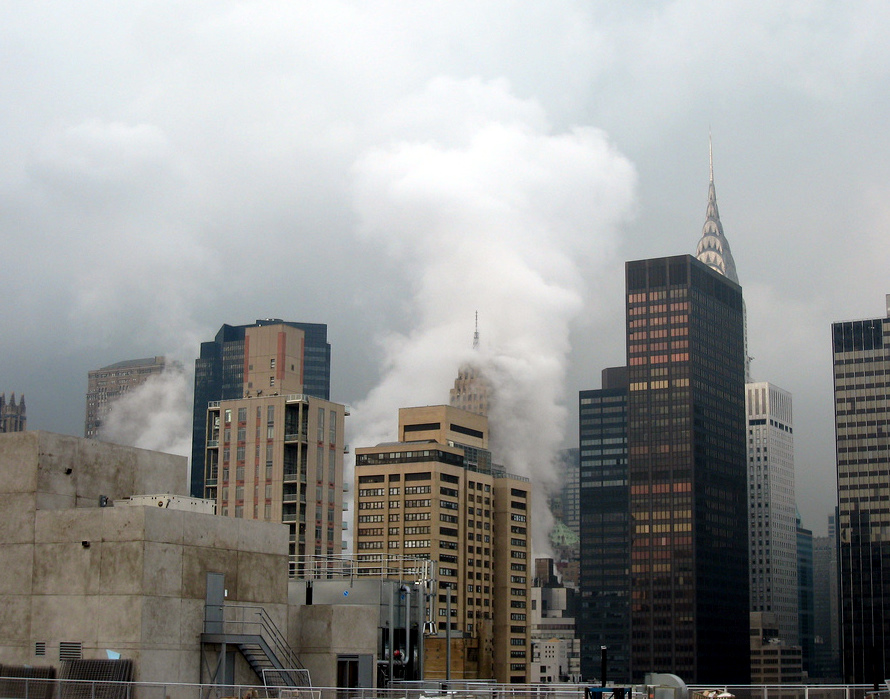
L'explosion accidentelle d'une canalisation en juillet 2007 a fait ressurgir le spectre du 11-Septembre.

Malgré les années passées, le traumatisme est fort chez les New-Yorkais et le moindre évènement inhabituel (avion volant à basse altitude, secousse, etc.) suffit à réveiller les mauvais souvenirs de ce jour funeste : ainsi, le 18 juillet 2007, une explosion de vapeur en plein centre de Manhattan, entre Lexington Avenue et la 41e rue, a fait croire à un nouvel attentat terroriste à New York. L'incident survenu sur des canalisations datant de 1924 a fait un mort et vingt-quatre blessés. Le 27 avril 2009, la vision d'un avion de ligne suivi par des avions de chasse survolant la ville créa un début de panique dans la population. Il s'agissait en fait d'Air Force One, l'avion présidentiel, venu à New York pour une séance photo, sans en avoir informé le maire, Michael Bloomberg ; des excuses publiques ont dû être faites.
Le 6 juillet 2005, New York a échoué dans sa campagne pour les Jeux olympiques d'été de 2012. Big Apple ne présentera d'ailleurs pas non plus sa candidature pour les Jeux olympiques d'été de 2016, Chicago ayant proposé un dossier plus consistant.